# Club Alianza Lima (femenino)
El Club Alianza Lima Femenino, conocido popularmente como Alianza Lima Femenino, es la sección de fútbol femenino del prestigioso Club Alianza Lima, con sede en el distrito de La Victoria, Lima, Perú. Sus partidos como local se disputan en el Estadio Alejandro Villanueva, un recinto con capacidad para aproximadamente treinta y cuatro mil espectadores, ubicado frente a la popular Unidad Vecinal Matute. 
Al igual que su contraparte masculina, el equipo es identificado por los colores azul y blanco, motivo por el cual recibe el apodo de «blanquiazules». Durante el mes de octubre, visten los colores morado y blanco en homenaje al Señor de los Milagros, lo que también les ha otorgado el apelativo de «blanquimoradas». Asimismo, se le conoce como «íntimas», «aliancistas», «grones» y «potrillas», entre otras denominaciones que reflejan su rica historia deportiva.  
El club es uno de los trece equipos fundadores de la Liga Femenina FPF, la actual denominación de la Primera División de Fútbol Femenino Peruano, instaurada en 2021. Desde su creación, Alianza Lima ha participado de manera ininterrumpida en la competición (2021-2024) y ha alcanzado notables logros. Es el primer campeón de la liga (2021, de manera invicta), el único equipo en conquistar un bicampeón invicto (2021-2022), el líder histórico de la competición con 208 puntos en 77 partidos, el equipo más laureado con tres títulos, y el que ha marcado más goles, con un total de 297 anotaciones.    
Alianza Lima es una de las entidades más destacadas del fútbol femenino peruano, habiéndose consagrado campeón de la Liga Femenina FPF en tres ocasiones (2021, 2022 y 2024). Además, es el único equipo peruano que ha clasificado dos veces a cuartos de final de la Copa Libertadores de América Femenina (2021 y 2024), siendo el club peruano con más victorias (4) y más goles anotados (15) en dicho torneo internacional. 
Asimismo, el cuadro blanquiazul femenino llegó a estar entre los 200 mejores clubes del Ranking Mundial de Clubes Femeninos de 2023.

## Historia
El Club Alianza Lima fue fundado el 15 de febrero de 1901 en Lima, Perú, siendo uno de los clubes deportivos más importantes, antiguos y vigentes del país. Debido a su arraigo popular y social, la participación de su equipo femenino en el ámbito profesional es importante para el desarrollo del fútbol femenino peruano, que comienza a ser profesional a partir de la creación de la Liga Femenina FPF en 2021.     
Desde el inicio del 2020, el equipo de fútbol femenino del Club Alianza Lima cuenta con la jefatura deportiva de Sisy Quiroz y, actualmente, participa a nivel local en la Liga Femenina FPF, torneo que ganó en sus dos primeras ediciones de manera invicta (2021-2022), convirtiéndose en su primer campeón nacional invicto y en su primer bicampeón nacional invicto. En el ámbito internacional, el equipo del pueblo ha jugado tres ediciones de la Copa Libertadores de América Femenina (2021, 2022 y 2024), siendo el único equipo femenino peruano en pasar a cuartos de final en la historia del torneo.     
A partir de 2022, las aliancistas comenzaron a jugar consecutivamente como locales en el Estadio Alejandro Villanueva de La Victoria, teniendo como sede alternativa el Estadio de la Universidad Nacional Mayor de San Marcos durante ese año. En 2023 y 2024, las íntimas jugaron la primera fase de locales en el Estadio Iván Elías Moreno de Villa El Salvador.      
Desde 2013 hasta el 14 de diciembre del 2022, el director técnico del equipo femenino de fútbol de Alianza Lima fue el peruano Samir Mendoza, quien llegó al barrio de Matute para construir al equipo íntimo desde cero, consiguiendo el histórico bicampeonato invicto 2021-2022 en la Liga Femenina FPF. El asistente técnico Paulo Santolalla, el preparador físico colombiano Wilson Bohórquez y el preparador de arqueras Israel Córdova, entre otros integrantes, acompañaron a Mendoza en su último año como entrenador blanquiazul.         
El 19 de diciembre del 2022, el club íntimo de La Victoria anunció a través de sus redes sociales la contratación del colombiano Jhon Alber Ortiz como nuevo director técnico del equipo femenino, en reemplazo de Samir Mendoza. Ortiz fue campeón de la Liga Profesional Femenina de Fútbol de Colombia en 2021 con el Deportivo Cali y quedó en cuarto lugar en la Copa Libertadores de América Femenina 2022 con la Amenaza verde. El director técnico colombiano tuvo como principal reto lograr el primer tricampeonato blanquiazul en la Liga Femenina FPF, pero no lo consiguió y tuvo que dejar el plantel íntimo tras solo conseguir el subcampeonato de 2023.              
Tras la salida de Ortiz, Alianza Lima volvió a contratar a un director técnico extranjero para dirigir a las íntimas. En esta ocasión, la dirigencia apostó por un viejo conocido de la casa blanquiazul: el histórico exportero chileno José Letelier, quien atajó en Alianza Lima entre 1988 y 1989, tras la tragedia aérea de 1987. Antes de dirigir a las blanquiazules, Letelier dirigió al equipo femenino de Colo-Colo, siendo 10 veces campeón con las albas, y dirigió a la selección femenina de Chile desde 2016 hasta 2023, llegando a clasificarla al mundial de Francia 2019. Además, fue campeón de la Copa Libertadores Femenina 2012 con Colo-Colo. El director técnico chileno retomó la senda iniciada por Samir Mendoza, ganando el tercer título de la Liga Femenina FPF para Alianza Lima.              
Por herencia cultural y social del fútbol masculino, el clásico rival de las íntimas de Alianza Lima es Universitario de Deportes, club que en la etapa amateur conquistó 9 campeonatos metropolitanos y 4 títulos nacionales, por lo que es uno de los principales equipos a vencer en la etapa semiprofesional de la Liga Femenina FPF, junto a equipos como Sporting Cristal y Carlos Mannucci de Trujillo.          

### Etapa amateur
Es recién a partir de 1996 que la Federación Peruana de Fútbol crea la Primera División Femenina y organiza el primer campeonato oficial de fútbol femenino de clubes, bajo el nombre de  Campeonato Metropolitano, de carácter amateur, que se jugó hasta 2007 y en el que solo participaron equipos de Lima y Callao. En estos años, Alianza Lima no registra ningún título metropolitano ganado, siendo Universitario con cinco títulos (1996, 1997, 2001, 2002 y 2003), Sporting Cristal con tres campeonatos (1998, 1999 y 2000), JC Sport Girls con dos títulos (2004 y 2006) y Sport Boys Association con tres subcampeonatos (2002, 2003 y 2004) los equipos más destacados, entre otros. Vale señalar que, por ahora, los títulos de esta época no cuentan como títulos nacionales, ya que solo representaban a Lima y Callao.         
Tras esta etapa inicial, la FPF expandió la participación de equipos a nivel nacional con la creación del Campeonato Nacional Peruano de Fútbol Femenino, también de carácter amateur, que se disputó desde 2008 hasta 2017 y que otorgaba un cupo a la Copa Libertadores de América Femenina. En los años 2018 y 2019, el Campeonato Nacional fue denominado Copa Perú Femenina. El formato de estos torneos se parecía al de la Copa Perú masculina: dividido en ocho regiones y constituido por las etapas distrital, provincial, regional y nacional. La Etapa Nacional se jugaba con los ocho campeones regionales y con eliminación directa hasta obtener al campeón.           
En este formato, el Campeonato Metropolitano de Lima y Callao pasó a ser considerado la Región IV del Campeonato Nacional y de la Copa Perú Femenina, cuyo ganador se clasificaba a la Etapa Nacional. En esta etapa, Alianza Lima solo obtuvo el subcampeonato regional del 2019, por lo que nunca pudo disputar la Etapa Nacional. Los clubes JC Sport Girls (2010, 2011, 2012, 2017) y Universitario (2014, 2015 y 2016) son los más ganadores de este período, seguidos por el primer campeón Association White Star de Arequipa (2008), Universidad Particular de Iquitos (2009) y Real Maracaná de Lima (2013). En cuanto a la Copa Perú Femenina, los únicos campeones de este período fueron Municipalidad de Majes (2018) y Universitario (2019).                           

#### Terceras del Metropolitano 2014
El Club Alianza Lima participó del Campeonato Nacional del 2014 formando parte del Campeonato Metropolitano de ese año. El torneo tuvo diez equipos y se dividió en Apertura y Clausura, bajo el formato de todos contra todos. Fuerza Cristal ganó el Apertura y Universitario ganó el Clausura, por lo que ambos equipos disputaron la final del Metropolitano. Universitario ganó la final por 4-1 y clasificó a la definición del título nacional. Por su parte, las íntimas terminaron terceras en el acumulado, sin poder clasificar a la final del Metropolitano, a seis puntos de Universitario y a siete puntos de Fuerza Cristal.
| Pos. | Equipo                 | PJ | PG | PE | PP | GF | GC | Puntos | DG  | Detalle                                  |
| ---- | ---------------------- | -- | -- | -- | -- | -- | -- | ------ | --- | ---------------------------------------- |
| 1°   | Fuerza Cristal         | 18 | 15 | 2  | 1  | 81 | 11 | 47     | 70  | Ganador del Apertura                     |
| 2°   | Universitario          | 18 | 15 | 1  | 2  | 92 | 10 | 46     | 82  | Ganador del Clausura y del Metropolitano |
| 3°   | Alianza Lima           | 18 | 13 | 1  | 4  | 77 | 17 | 40     | 60  | Eliminados                               |
| 4°   | JC Sport Girls         | 18 | 13 |    | 5  | 51 | 14 | 39     | 37  | Eliminados                               |
| 5°   | La Cantera             | 18 | 11 |    | 7  | 49 | 33 | 33     | 16  | Eliminados                               |
| 6°   | Universidad de América | 17 | 6  |    | 11 | 22 | 67 | 18     | -45 | Eliminados                               |
| 7°   | Talemtus Callao        | 18 | 5  | 2  | 11 | 25 | 61 | 17     | -36 | Eliminados                               |
| 8°   | EFF Colombia-Perú      | 18 | 4  | 2  | 12 | 20 | 64 | 14     | -44 | Eliminados                               |
| 9°   | Real Maracaná          | 17 | 1  | 2  | 14 | 13 | 69 | 5      | -56 | Eliminados                               |
| 10°  | Independiente Surco    | 18 | 1  |    | 17 | 14 | 98 | 3      | -84 | Eliminados                               |

Partidos del 2014
| N.º | Día             | Ciudad | Estadio | Etapa    | Rival                  | L/V    | Resultado | Goleadoras aliancistas              |
| --- | --------------- | ------ | ------- | -------- | ---------------------- | ------ | --------- | ----------------------------------- |
| 1   | 10 de mayo      |        |         | Apertura | Independiente Surco    | Local  | 8-1       |                                     |
| 2   | 18 de mayo      |        |         | Apertura | Universitario          | Visita | 3-5       | Liliana Neyra (2) y Nahomi Martínez |
| 3   | 25 de mayo      |        |         | Apertura | Talemtus Callao        | Local  | 8-0       |                                     |
| 4   | 8 de junio      |        |         | Apertura | Real Maracaná          | Visita | 6-0       |                                     |
| 5   | 15 de junio     |        |         | Apertura | Universidad de América | Local  | 5-0       |                                     |
| 6   | 22 de junio     |        |         | Apertura | EFF Colombia-Perú      | Visita | 5-0       |                                     |
| 7   | 1 de julio      |        |         | Apertura | La Cantera             | Local  | 5-1       |                                     |
| 8   | 13 de julio     |        |         | Apertura | JC Sport Girls         | Visita | 2-1       |                                     |
| 9   | 20 de julio     |        |         | Apertura | Fuerza Cristal         | Local  | 1-3       |                                     |
| 10  | ?               |        |         | Clausura | Independiente Surco    | Visita |           |                                     |
| 11  | 19 de octubre   |        |         | Clausura | Universitario          | Local  | 1-2       | Nahomi Martínez                     |
| 12  | ?               |        |         | Clausura | Talemtus Callao        | Visita | 4-0       |                                     |
| 13  | ?               |        |         | Clausura | Real Maracaná          | Local  | 7-1       |                                     |
| 14  | 2 de noviembre  |        |         | Clausura | Universidad de América | Visita | 7-0       |                                     |
| 15  | 16 de noviembre |        |         | Clausura | EFF Colombia-Perú      | Local  |           |                                     |
| 16  | 30 de noviembre |        |         | Clausura | La Cantera             | Visita | 4-0       |                                     |
| 17  | 7 de diciembre  |        |         | Clausura | JC Sport Girls         | Local  | 0-1       |                                     |
| 18  | 14 de diciembre |        |         | Clausura | Fuerza Cristal         | Visita | 1-1       |                                     |

#### Subcampeonas regionales 2019
Con el objetivo de ganar el título nacional y clasificar a la Copa Libertadores Femenina 2020, Alianza Lima, bajo la dirección técnica de Samir Mendoza, participó en la Región IV del Copa Perú Femenina 2019, en la cual todos los equipos de la Liga 1 2019 estaban obligados a participar, con la intención de comenzar a profesionalizar el fútbol femenino a nivel nacional. El torneo de la Región IV (Lima) fue dividido en dos grupos: la Zona Lima y la Liga Departamental de Lima. La Zona Lima otorgó 2 cupos a la Etapa Regional y la Liga Departamental otorgó seis cupos a la Etapa Regional.        
Zona Lima
La Zona Lima estaba conformada exclusivamente por los equipos de la Liga 1 2019: Alianza Lima, Universitario, Sporting Cristal, Deportivo Municipal, Universidad San Martín, Universidad César Vallejo, Academia Cantolao y Sport Boys del Callao, que jugaron una Primera Etapa con dos rondas de todos contra todos. El ganador de esta Primera Etapa clasificó directamente a la Final Zonal y a la Etapa Regional, mientras que los equipos ubicados del segundo al quinto lugar de la Primera Etapa clasificaron al Playoff Zonal para definir al otro equipo de la Final Zonal.
| Pos. | Equipos de la Zona Lima | PJ | PG | PE | PP | GF | GC | Puntos | DG  | Detalle                                          |
| ---- | ----------------------- | -- | -- | -- | -- | -- | -- | ------ | --- | ------------------------------------------------ |
| 1°   | Universitario           | 14 | 13 | 1  |    | 78 | 3  | 40     | 75  | Clasifica a la Final Zonal y a la Etapa Regional |
| 2°   | Sporting Cristal        | 14 | 9  | 2  | 3  | 62 | 15 | 29     | 47  | Clasifican al Playoff Zonal                      |
| 3°   | Deportivo Municipal     | 14 | 8  | 2  | 4  | 35 | 24 | 26     | 11  | Clasifican al Playoff Zonal                      |
| 4°   | Alianza Lima            | 14 | 6  | 4  | 4  | 28 | 14 | 22     | 14  | Clasifican al Playoff Zonal                      |
| 5°   | Club USMP               | 14 | 6  | 1  | 7  | 20 | 43 | 19     | -23 | Clasifican al Playoff Zonal                      |
| 6°   | Club UCV                | 14 | 5  | 1  | 8  | 26 | 34 | 16     | -8  | Eliminados                                       |
| 7°   | Academia Cantolao       | 14 | 3  | 1  | 10 | 14 | 61 | 10     | -47 | Eliminados                                       |
| 8°   | Sport Boys              | 14 |    |    | 14 | 2  | 71 | 0      | -69 | Eliminados                                       |

Como se esperaba, Universitario logró ganar la Primera Etapa de manera invicta, con 40 puntos, trece triunfos y un empate ante Alianza Lima, por lo que clasificó directamente a la Final Zonal y a la Etapa Regional. Por su parte, las victorianas terminaron en cuarto lugar con 22 puntos en la Primera Etapa, con 6 triunfos, 4 empates y 4 derrotas, por lo que tuvieron que disputar el Playoff Zonal contra Deportivo Municipal, al que derrotaron por 4-0 y, luego, disputar la Semifinal Zonal ante Sporting Cristal, al que vencieron por 4-3 en penales, tras empatar 1-1 en el tiempo oficial. Por haber llegado a la Final Zonal, Alianza Lima también clasificó a la Etapa Regional, por lo que el clásico ante Universitario solo definiría al ganador de la Zona Lima.        
Final Zonal
La Final Zonal se jugó el 26 de octubre de 2019 en el Estadio Nacional de Lima ante unos diez mil espectadores, con el arbitraje de Elizabeth Tintaya y fue transmitido en señal abierta por UCI TV (Nativa). Históricamente, este clásico del fútbol femenino peruano fue el segundo en disputarse en el Estadio Nacional. El primero se jugó con público el 17 de agosto de 1997, cuando Universitario derrotó 0-5 a Alianza Lima por el Campeonato Metropolitano Femenino de Lima y Callao de ese año, con goles de Vivian Ayres (2), Aissa Garibay (2) y Lorena Bosmans. Tuvieron que pasar veintidós años para que el clásico femenino volviera al Estadio Nacional.           
En esta final, Alianza Lima formó con Greys Barrera (12) en el arco; Vanessa Llanca (5) como lateral derecha, Alison Reyes (14, capitana) y Enica Fasabi (3) en la zaga central; Xiomara Canales (15) de lateral izquierda; Catherinne Bringas (6), Carmen Quesada (20) y Berioska Castro (10) como mediocampistas; y, Yomira Tacilla (11), Patty Delgado (9) y Némesis Leal (7) en la delantera. Entraron en el segundo tiempo: Andrea Valderrama (2) y Pamela Souza (4). Las íntimas ganaban 1-0 con gol de Quesada de penal en el 13', pero un gol de Cindy Novoa de penal en el 23' y un autogol de Enica Fasabi en el 49' pondrían el 1-2 final para Universitario.
Etapa Regional
Fue disputada por los seis equipos clasificados de la Liga Departamental de Lima (JC Sport Girls, Partizan Barranco, Talemtus Callao, Villa Libertad, Atletic San Miguel FC y Athletic Villa) y los dos equipos clasificados de la Zona Lima (Universitario y Alianza Lima). Para definir al campeón regional se formaron dos grupos de cuatro equipos cada uno, que debían enfrentarse todos contra tods en una sola ronda. Los ganadores de cada grupo pasarían a la Final Regional.        
Para la Etapa Regional, Alianza Lima se reforzó con cinco jugadoras de los equipos eliminados en la Zona Lima: Sandy Dorador (Sporting Cristal), Emily Flores (Universidad César Vallejo), Diana Alfaro (Sporting Cristal), Annie Del Carpio (Universidad San Martín) y Anais Vilca (Deportivo Municipal). Refuerzos que le dieron solidez al equipo en todas sus líneas, sobre todo en el ataque.           
| Pos. | Equipos del Grupo A  | PJ | PG | PE | PP | GF | GC | Puntos | DG  | Detalle                              |
| ---- | -------------------- | -- | -- | -- | -- | -- | -- | ------ | --- | ------------------------------------ |
| 1°   | Alianza Lima         | 3  | 3  |    |    | 18 |    | 9      | 18  | Clasifica a la Final de la Región IV |
| 2°   | CD Partizan Barranco | 3  | 2  |    | 1  | 6  | 5  | 6      | 1   | Eliminados                           |
| 3°   | Villa Libertad       | 3  | 1  |    | 2  | 3  | 13 | 3      | -10 | Eliminados                           |
| 4°   | Talemtus Callao      | 3  |    |    | 3  |    | 9  | 0      | -9  | Eliminados                           |

El Grupo A estuvo conformado por Alianza Lima, CD Partizan Barranco, Villa Libertad y Talemtus Callao y el Grupo B, por Universitario, JC Sport Girls, Atletic San Miguel y Athletic Villa. Las íntimas golearon 9-0 a Villa Libertad, 4-0 a Talemtus Callao y 5-0 a Partizan Barranco, logrando su clasificación a la Final Regional de manera holgada, invicta y sin goles en contra. Por su parte, Universitario hacía lo mismo en su grupo: 10-0 a Atletic San Miguel FC, 4-0 a Athletic Villa, 5-0 a JC Sport Girls.       
Final Regional
Pese a la buena performance de las íntimas en el Grupo A, Universitario llegó como favorito a la Final Regional, debido a su palmarés en el fútbol femenino y a la hegemonía que tenía sobre las íntimas en la temporada. Las cremas habían vencido a las blanquiazules en la Primera Etapa (0-1) y en la Final Zonal (1-2), pero se esperaba un clásico parejo debido a los resultados apretados y a que las íntimas fueron las únicas en arrancarle un empate (1-1) a las cremas en todo el año.            
El encuentro se disputó el 7 de diciembre del 2019 en el Estadio Nacional de Lima, fue arbitrado por Milagros Arruela y fue transmitido por Directv y UCI TV. El once titular de Alianza Lima fue el siguiente: Alexandra Zamora (1) en el arco; Andrea Valderrama (2) como lateral derecha; Enica Fasabi (3) y Alison Reyes (14, capitana) de centrales; y Diana Alfaro (16) como lateral derecha; Carmen Quesada (20), Catherinne Bringas (6), Emily Flores (8), Berioska Castro (10) y Némesis Leal (17) en el mediocampo; y Sandy Dorador (7) en la delantera. Yomira Tacilla (11), Xiomara Canales (15), Pamela Souza (4), Anais Vilca (19) y Patty Delgado (9) entraron durante el partido.           
El cuadro crema adelantaría el marcador con gol de Steffani Otiniano en el minuto 23 del partido. Luego, Alianza Lima empataría 1-1 gracias a Emily Flores en el 44', pero finalmente un gol de Cindy Novoa en el 66' decretaría el título regional por 1-2 para las merengues. Otiniano y Leal fueron expulsadas por agredirse en el primer tiempo. Con esta derrota, Alianza Lima quedaba como subcampeón regional y eliminado de la contienda por el título nacional.       
Partidos del 2019
Las dirigidas por Samir Mendoza terminaron la campaña con 10 partidos ganados, 5 partidos empatados y 6 derrotas. Las íntimas anotaron 58 goles (28 en la Primera Etapa) y recibieron 19 goles (14 en la Primera Etapa).  
| N.º | Día             | Ciudad | Estadio                                          | Etapa                   | Rival                | L/V     | Resultado | Goleadoras aliancistas                                                                            |
| --- | --------------- | ------ | ------------------------------------------------ | ----------------------- | -------------------- | ------- | --------- | ------------------------------------------------------------------------------------------------- |
| 1   | 22 de junio     | Lima   | Complejo Deportivo de Fútbol de la Videna        | Primera Etapa Zona Lima | Club USMP            | Visita  | 1-1       |                                                                                                   |
| 2   | 30 de junio     | Lima   | Complejo Deportivo de Fútbol de la Videna        | Primera Etapa Zona Lima | Academia Cantolao    | Local   | 3-1       | Yomira Tacilla, Catherinne Bringas y ¿?                                                           |
| 3   | 6 de julio      | Lima   | Esther Grande de Bentin                          | Primera Etapa Zona Lima | Universitario        | Local   | 1-1       | Carmen Quesada                                                                                    |
| 4   | 20 de julio     | Lima   | Complejo Deportivo de Fútbol de la Videna        | Primera Etapa Zona Lima | Club UCV             | Local   | 2-0       | Carmen Quesada y Alison Reyes                                                                     |
| 5   | 14 de agosto    | Lima   | Cancha auxiliar del Estadio Alejandro Villanueva | Primera Etapa Zona Lima | Sport Boys           | Local   | 6-0       | Berioska Castro (2), Yomira Tacilla, Pamela Souza, Patty Delgado y Carmen Quesada                 |
| 6   | 17 de agosto    | Lima   | New Camp de Chorrillos                           | Primera Etapa Zona Lima | Deportivo Municipal  | Visita  | 0-1       | Sin goleadoras                                                                                    |
| 7   | 22 de agosto    | Lima   | La Florida                                       | Primera Etapa Zona Lima | Sporting Cristal     | Visita  | 0-1       | Sin goleadoras                                                                                    |
| 8   | 24 de agosto    | Lima   | Estadio Julio Montjoy Guizado                    | Primera Etapa Zona Lima | Club UCV             | Visita  | 4-1       | Vanessa Llanca, Yomira Tacilla (2) y Némesis Leal.                                                |
| 9   | 29 de agosto    | Lima   | Cancha auxiliar del Estadio Alejandro Villanueva | Primera Etapa Zona Lima | Club USMP            | Local   | 3-0       | Alison Reyes, Berioska Castro y Yomira Tacilla                                                    |
| 10  | 1 de setiembre  | Callao | Estadio Campolo Alcalde                          | Primera Etapa Zona Lima | Academia Cantolao    | Visita  | 1-1       |                                                                                                   |
| 11  | 8 de setiembre  | Lima   | Campo Mar U                                      | Primera Etapa Zona Lima | Universitario        | Visita  | 0-1       | Sin goleadoras                                                                                    |
| 12  | 15 de setiembre | Lima   | Cancha auxiliar del Estadio Alejandro Villanueva | Primera Etapa Zona Lima | Sporting Cristal     | Local   | 2-4       | Alison Reyes (2)                                                                                  |
| 13  | 21 de setiembre | Lima   | Cancha auxiliar del Estadio Alejandro Villanueva | Primera Etapa Zona Lima | Sport Boys           | Visita  | 3-0       | Berioska Castro, Yomira Tacilla y Patty Delgado                                                   |
| 14  | 28 de setiembre | Lima   | Cancha auxiliar del Estadio Alejandro Villanueva | Primera Etapa Zona Lima | Deportivo Municipal  | Local   | 2-2       | Alison Reyes y Patty Delgado                                                                      |
| 15  | 13 de octubre   | Lima   | Videna                                           | Playoffs Zona Lima      | Deportivo Municipal  | Visita  | 4-0       | Némesis Leal, Yomira Tacilla, Patty Delgado y Catherinne Bringas                                  |
| 16  | 19 de octubre   | Lima   | Videna                                           | Semifinal Zona Lima     | Sporting Cristal     | Visita  | 1-1 (3-2) | Alison Reyes / Xiomara Canales, Alison Reyes y Enica Fasabi anotaron en la definición por penales |
| 17  | 26 de octubre   | Lima   | Estadio Nacional                                 | Final Zona Lima         | Universitario        | Visita  | 1-2       | Carmen Quesada                                                                                    |
| 18  | 10 de noviembre | Lima   | Complejo Deportivo de Fútbol de la Videna        | Grupo A Etapa Regional  | Villa Libertad       | Neutral | 9-0       | Sandy Dorador (5), Emily Flores (2), Carmen Quesada y Yomira Tacilla                              |
| 19  | 16 de noviembre | Lima   | Complejo Deportivo de Fútbol de la Videna        | Grupo A Etapa Regional  | Talemtus Callao      | Neutral | 4-0       | Emily Flores (2), Sandy Dorador y Carmen Quesada                                                  |
| 20  | 24 de noviembre | Lima   | Complejo Deportivo de Fútbol de la Videna        | Grupo A Etapa Regional  | CD Partizan Barranco | Neutral | 5-0       | Sandy Dorador (3), Emily Flores y Patty Delgado                                                   |
| 21  | 7 de diciembre  | Lima   | Estadio Nacional                                 | Final Región Lima       | Universitario        | Visita  | 1-2       | Emily Flores                                                                                      |

### Etapa profesional
La Federación Peruana de Fútbol tenía proyectado comenzar la Liga Femenina FPF en el 2020 con el objetivo de profesionalizar el fútbol femenino peruano a nivel nacional, pero la llegada de la pandemia del Covid 19 al Perú obligó a la FPF a postergar sus planes hasta que las condiciones sanitarias sean propicias, lo cual sucedió recién en mayo de 2021, cuando el gobierno peruano autorizó que se realice la Liga Femenina, bajo ciertos criterios sanitarios y sin público en el Estadio de la UNMSM.  
Respecto a la difícil etapa de la pandemia, Sisy Quiroz, jefa deportiva del fútbol femenino de Alianza Lima, declaró lo siguiente: "Yo llegué en el 2020, justo para la pandemia. Un año complicado, donde nos dedicamos a planificar y empezar a establecer ciertos parámetros de cómo queríamos manejar el equipo. Ya a inicio del año (2021), cuando pudimos entrar al campo y entrenar, ahí, se dieron muchas condiciones positivas para las chicas en relación a cómo estaban acostumbradas a entrenar. Buscamos equiparar condiciones, pese al presupuesto reducido".
Ese tiempo de pausa del 2020 sirvió para planificar las condiciones deportivas que tendría luego el equipo de fútbol femenino. Sobre ello, Quiroz ha explicado: "Ellas han contado con nutricionista, psicólogo, analista de rendimiento. Han tenido un staff completo de profesionales como preparador de arqueros, físico, entre otros. Han tenido todo para poder desarrollarse al máximo. También las hemos suplementado, hemos hecho controles de hidratación que nos ayudaron mucho para competir en la Libertadores. Definitivamente, el tener todo ello, a un deportista lo ayuda muchísimo". Condiciones que pocos clubes ofrecen a sus jugadoras en la Liga Femenina.  

#### 2021: Campeonas nacionales invictas
En 2021, la Federación Peruana de Fútbol organizó la primera edición de la Liga Femenina FPF, torneo que contó con trece equipos participantes y en el que las Íntimas lograrían su primer título nacional de fútbol femenino. Para conseguir este objetivo, las victorianas se reforzaron con jugadoras experimentadas del torneo local como Adriana Lúcar (Cristal), Miryam Tristán (Municipal), Amparo Chuquival (JC Sport Girls) y Cindy Novoa (Universitario), y extranjeras como las venezolanas Neidy Romero y Heidy Padilla, quienes se sumaron a Alison Reyes, Carmen Quesada, Sandy Dorador, Catherinne Bringas, Annie Del Carpio, Anais Vilca y Yomira Tacilla, entre otras futbolistas que fueron subcampeonas regionales del 2019.  
Desde el inicio del torneo, las blanquiazules eran favoritas junto a su clásico rival, Universitario de Deportes. La paridad fue constante en la Primera Fase del torneo, que concluyó con ambos equipos invictos y empatados en 34 puntos, pero Alianza Lima logró el primer lugar al tener mejor diferencia de gol (68 frente a 60). Aparte de ello, tras jugarse las trece fechas de la Primera Fase, Alianza Lima fue el único equipo que mantuvo su arco invicto, con once partidos ganados y un empate 0-0 ante Universitario.
| Pos. | Equipo              | PJ | PG | PE | PP | GF | GC | Puntos | DG  | Detalle                    |
| ---- | ------------------- | -- | -- | -- | -- | -- | -- | ------ | --- | -------------------------- |
| 1°   | Alianza Lima        | 12 | 11 | 1  |    | 68 |    | 34     | 68  | Clasificados a Semifinales |
| 2°   | Universitario       | 12 | 11 | 1  |    | 62 | 2  | 34     | 60  | Clasificados a Semifinales |
| 3°   | Carlos Mannucci     | 12 | 8  | 1  | 3  | 35 | 11 | 25     | 24  | Clasificados al Repechaje  |
| 4°   | Club UCV            | 12 | 7  | 1  | 4  | 24 | 9  | 22     | 15  | Clasificados al Repechaje  |
| 5°   | Academia Cantolao   | 12 | 7  | 1  | 4  | 26 | 21 | 22     | 5   | Clasificados al Repechaje  |
| 6°   | Sporting Cristal    | 12 | 6  | 2  | 4  | 40 | 13 | 20     | 27  | Clasificados al Repechaje  |
| 7°   | Atlético Trujillo   | 12 | 6  |    | 6  | 22 | 33 | 18     | -11 | Eliminados                 |
| 8°   | Deportivo Municipal | 12 | 5  | 1  | 5  | 20 | 28 | 16     | -8  | Eliminados                 |
| 9°   | FC Killas           | 12 | 3  | 4  | 5  | 16 | 29 | 13     | -13 | Eliminados                 |
| 10°  | Ayacucho FC         | 12 | 3  | 1  | 8  | 19 | 43 | 10     | -24 | Eliminados                 |
| 11°  | Club USMP           | 12 | 3  |    | 9  | 12 | 50 | 9      | -38 | Eliminados                 |
| 12°  | UTC                 | 12 |    | 2  | 10 | 9  | 56 | 2      | -47 | Eliminados                 |
| 13°  | Sport Boys          | 12 |    | 1  | 11 | 8  | 66 | 1      | -58 | Eliminados                 |

Tras golear 4-0 a la Academia Cantolao en el Repechaje, la Universidad César Vallejo se convirtió en el rival de Alianza Lima en las Semifinales del torneo. En dicho duelo, el cuadro trujillano rompió el invicto del arco aliancista para terminar empatando 1-1 en el tiempo reglamentario y forzando la definición por penales, la cual favoreció a las íntimas por 5-4, logrando así clasificar a la final nacional del fútbol femenino. De otro lado, Universitario también llegó a la final, tras vencer 1-0 a Sporting Cristal en la otra semifinal.
Como todos los partidos del torneo, la final se jugó sin público en el Estadio de la Universidad Nacional Mayor de San Marcos, debido a las restricciones sanitarias impuestas por el gobierno peruano frente a la pandemia del Covid 19. En un partido muy reñido y parejo, Alianza Lima venció por 1-0 a las cremas con gol de la venezolana Neidy Romero y se adjudicó de manera invicta la Liga Femenina FPF 2021. Con la obtención del título, las blanquiazules también lograron clasificar por primera vez a la Copa Libertadores Femenina, que ese año se jugó principalmente en Asunción, Paraguay. 
Las once titulares que jugaron el clásico definitorio fueron: arquera, Annie Del Carpio (1); lateral derecha, Catherine Bringas (6); centrales, Alison Reyes (14, capitana) y Yoselin Miranda (8); lateral izquierda, Amparo Chuquival (21); mediocampistas, Heidy Padilla (22), Neydy Romero (5) y Sashenka Porras (27); delanteras, Sandy Dorador (7), Adriana Lúcar (9) y Miryam Tristán (11). Entraron al final del segundo tiempo: Cindy Novoa (10), Andrea Valderrama (30) y Yomira Tacilla (19).   
Durante esta campaña exitosa, destacaron las nacionales Adriana Lúcar, Miryam Tristán, Annie Del Carpio y Sandy Dorador, y las venezolanas Neidy Romero y Heidy Padilla, entre otras, comandadas por el director técnico aliancista Samir Mendoza.  
Partidos del 2021
En esta temporada, las íntimas campeonaron sin perder un partido, ganaron 12 encuentros y empataron 2 duelos. Anotaron 70 goles y solo recibieron un gol en su portería. La goleadora del equipo fue Adriana Lúcar con 23 anotaciones (goleadora absoluta de la Liga); le siguen Neidy Romero con 15 goles, Miryam Tristán con 10 y Sandy Dorador con 7.    
| N.º | Día            | Ciudad | Estadio | Etapa        | Rival               | L/V    | Resultado | Goleadoras aliancistas |
| --- | -------------- | ------ | ------- | ------------ | ------------------- | ------ | --------- | --- |
| 1   | 30 de mayo     | Lima   | UNMSM   | Primera Fase | FC Killas           | Local  | 7-0       | Adriana Lúcar (3), Miryam Tristán, Neidy Romero, Sandy Dorador y Cindy Novoa                                                                             |
| 2   | 13 de junio    | Lima   | UNMSM   | Primera Fase | Sporting Cristal    | Visita | 3-0       | Miryam Tristán (2) y Sandy Dorador |
| 3   | 19 de junio    | Lima   | UNMSM   | Primera Fase | Ayacucho FC         | Local  | 7-0       | Adriana Lúcar (5), Neidy Romero y Sandy Dorador |
| 4   | 26 de junio    | Lima   | UNMSM   | Primera Fase | Carlos Mannucci     | Visita | 1-0       | Alison Reyes |
| 5   | 3 de julio     | Lima   | UNMSM   | Primera Fase | Club USMP           | Visita | 9-0       | Adriana Lúcar (4), Heidy Padilla, Yomira Tacilla (2), Neidy Romero y Sandy Dorador                                                                       |
| 6   | 6 de julio     | Lima   | UNMSM   | Primera Fase | Club UCV            | Local  | 2-0       | Neidy Romero y Sandy Dorador |
| 7   | 10 de julio    | Lima   | UNMSM   | Primera Fase | Academia Cantolao   | Visita | 4-0       | Neidy Romero (2), Miryam Tristán y Adriana Lúcar |
| 8   | 18 de julio    | Lima   | UNMSM   | Primera Fase | UTC                 | Local  | 7-0       | Heidy Padilla (2), Miryam Tristán (3), Adriana Lúcar y Catherinne Bringas                                                                                |
| 9   | 24 de julio    | Lima   | UNMSM   | Primera Fase | Atlético Trujillo   | Visita | 10-0      | Adriana Lúcar (5), Miryam Tristán (2) y Neidy Romero (3)                                                                                                 |
| 10  | 31 de julio    | Lima   | UNMSM   | Primera Fase | Universitario       | Local  | 0-0       | Sin goleadoras |
| 11  | 8 de agosto    | Lima   | UNMSM   | Primera Fase | Sport Boys          | Visita | 14-0      | Luz Chinguel (a), Helen La Torre (a), Sandy Dorador (2), Adriana Lúcar (3), Neidy Romero (3), Heidy Padilla (2), Érika Kadena (a) y Kiana Villacorta (a) |
| 12  | 22 de agosto   | Lima   | UNMSM   | Primera Fase | Deportivo Municipal | Visita | 4-0       | Neidy Romero, Miryam Tristán, Adriana Lúcar y Yoselin Miranda                                                                                            |
| 13  | 29 de agosto   | Lima   | UNMSM   | Semifinales  | Club UCV            | Local  | 1-1 (5-4) | Neidy Romero / En la definición por penales, anotaron Adriana Lúcar, Neidy Romero, Alison Reyes, Sandy Dorador y Miryam Tristán                          |
| 14  | 4 de setiembre | Lima   | UNMSM   | Final        | Universitario       | Local  | 1-0       | Neidy Romero |

Plantel campeón 2021
- Local.      Visita.

| N.° | Futbolista         | Camiseta | Puesto    | Fase Regular                | Fase Regular      | Fase Regular                                    | Fase Regular | Fase Regular                          | Fase Regular | Fase Regular      | Fase Regular                | Fase Regular                                    | Fase Regular | Fase Regular                | Fase Regular | Fase Regular | Semifinal*                 | Final   | Total goles** |
| N.° | Futbolista         | Camiseta | Puesto    | F1                          | F2                | F3                                              | F4           | F5                                    | F6           | F7                | F8                          | F9                                              | F10          | F11                         | F12          | F13          | Semifinal*                 | Final   | Total goles** |
| --- | ------------------ | -------- | --------- | --------------------------- | ----------------- | ----------------------------------------------- | ------------ | ------------------------------------- | ------------ | ----------------- | --------------------------- | ----------------------------------------------- | ------------ | --------------------------- | ------------ | ------------ | -------------------------- | ------- | ------------- |
| N.° | Futbolista         | Camiseta | Puesto    | 7-0 (KIL)                   | 3-0 (SCR)         | 7-0 (AYA)                                       | 1-0 (MAN)    | 9-0 (USM)                             | 2-0 (UCV)    | 0-4 (CAN)         | 7-0 (UTC)                   | 10 (ATR)                                        | 0-0 (UNI)    | 14-0 (SBA)                  | Descanso     | 4-0 (MUN)    | 1-1 (5-4)                  | 1-0     | Total goles** |
| 1   | Annie Del Carpio   | 1        | Arquera   |                             |                   |                                                 |              |                                       |              |                   |                             |                                                 |              |                             |              |              |                            |         |               |
| 2   | Alexandra Zamora   | 12       | Arquera   |                             |                   |                                                 |              |                                       |              |                   |                             |                                                 |              |                             |              |              |                            |         |               |
| 3   | Karla Sosa         | 23       | Arquera   |                             |                   |                                                 |              |                                       |              |                   |                             |                                                 |              |                             |              |              |                            |         |               |
| 4   | Amparo Chuquival   | 21       | Lateral   |                             |                   |                                                 |              |                                       |              |                   |                             |                                                 |              |                             |              |              |                            |         |               |
| 5   | Camila Oliva       | 4        | Lateral   |                             |                   |                                                 |              |                                       |              |                   |                             |                                                 |              |                             |              |              |                            |         |               |
| 6   | Andrea Valderrama  | 30       | Lateral   |                             |                   |                                                 |              |                                       |              |                   |                             |                                                 |              |                             |              |              |                            |         |               |
| 7   | Xiomara Canales    | 15       | Lateral   |                             |                   |                                                 |              |                                       |              |                   |                             |                                                 |              |                             |              |              |                            |         |               |
| 8   | Catherinne Bringas | 6        | Lateral   |                             |                   |                                                 |              |                                       |              |                   | Anotado                     |                                                 |              |                             |              |              |                            |         | 1 gol         |
| 9   | Enica Fasabi       | 3        | Central   |                             |                   |                                                 |              |                                       |              |                   |                             |                                                 |              |                             |              |              |                            |         |               |
| 10  | Karla Conga        | 2        | Central   |                             |                   |                                                 |              |                                       |              |                   |                             |                                                 |              |                             |              |              |                            |         |               |
| 11  | Alison Reyes       | 14       | Central   |                             |                   |                                                 | Anotado      |                                       |              |                   |                             |                                                 |              |                             |              |              | Acierto de penal           |         | 1 gol         |
| 12  | Yoselin Miranda    | 8        | Central   |                             |                   |                                                 |              |                                       |              |                   |                             |                                                 |              |                             |              | Anotado      |                            |         | 1 gol         |
| 13  | Yamile Rivas       | 18       | Volante   |                             |                   |                                                 |              |                                       |              |                   |                             |                                                 |              |                             |              |              |                            |         |               |
| 14  | Cindy Novoa        | 10       | Volante   | Anotado                     |                   |                                                 |              |                                       |              |                   |                             |                                                 |              |                             |              |              |                            |         | 1 gol         |
| 15  | Neidy Romero       | 5        | Volante   | Anotado                     |                   | Anotado                                         |              | Anotado                               | Anotado      | Anotado · Anotado |                             | Anotado · Anotado · Anotado                     |              | Anotado · Anotado · Anotado |              | Anotado      | Anotado · Acierto de penal | Anotado | 15 goles      |
| 16  | Heidy Padilla      | 22       | Volante   |                             |                   |                                                 |              | Anotado                               |              |                   | Anotado · Anotado           |                                                 |              | Anotado · Anotado           |              |              |                            |         | 5 goles       |
| 20  | María Ortegano     | 16       | Volante   |                             |                   |                                                 |              |                                       |              |                   |                             |                                                 |              |                             |              |              |                            |         |               |
| 17  | Berioska Castro    | 17       | Volante   |                             |                   |                                                 |              |                                       |              |                   |                             |                                                 |              |                             |              |              |                            |         |               |
| 18  | Alhissom Sotelo    | 26       | Volante   |                             |                   |                                                 |              |                                       |              |                   |                             |                                                 |              |                             |              |              |                            |         |               |
| 19  | Jazmín Porras      | 26       | Volante   |                             |                   |                                                 |              |                                       |              |                   |                             |                                                 |              |                             |              |              |                            |         |               |
| 21  | Nora Jiménez       | 25       | Volante   |                             |                   |                                                 |              |                                       |              |                   |                             |                                                 |              |                             |              |              |                            |         |               |
| 22  | Adriana Lúcar      | 9        | Delantera | Anotado · Anotado · Anotado |                   | Anotado · Anotado · Anotado · Anotado · Anotado |              | Anotado · Anotado · Anotado · Anotado |              | Anotado           | Anotado                     | Anotado · Anotado · Anotado · Anotado · Anotado |              | Anotado · Anotado · Anotado |              | Anotado      | Acierto de penal           |         | 23 goles      |
| 23  | Gladys Dorador     | 7        | Delantera | Anotado                     | Anotado           | Anotado                                         |              | Anotado                               | Anotado      |                   |                             |                                                 |              | Anotado · Anotado           |              |              | Acierto de penal           |         | 7 goles       |
| 24  | Yomira Tacilla     | 19       | Delantera |                             |                   |                                                 |              | Anotado · Anotado                     |              |                   |                             |                                                 |              |                             |              |              |                            |         | 2 goles       |
| 25  | Sashenka Porras    | 27       | Delantera |                             |                   |                                                 |              |                                       |              |                   |                             |                                                 |              |                             |              |              |                            |         |               |
| 26  | Anaís Vilca        | 24       | Delantera |                             |                   |                                                 |              |                                       |              |                   |                             |                                                 |              |                             |              |              |                            |         |               |
| 27  | Miryam Tristán     | 11       | Delantera | Anotado                     | Anotado · Anotado |                                                 |              |                                       |              | Anotado           | Anotado · Anotado · Anotado | Anotado · Anotado                               |              |                             |              | Anotado      | Acierto de penal           |         | 10 goles      |

*Los goles () de la definición por penales ante UCV en la semifinal no se cuentan en la tabla de goleadoras.
**Alianza Lima sumó cuatro autogoles durante la temporada: los cuatro de Sport Boys en la fecha 11 de la Fase Regular. 
Comando técnico campeón 2021
| Cargo                    | Nombres                       |
| ------------------------ | ----------------------------- |
| Director técnico         | Samir Mendoza Gandarillas     |
| Asistente técnico        | Josimar Gómez                 |
| Preparador físico        | Roger Palacios                |
| Preparadores de arqueras | Imer Aguirre e Israel Córdova |
| Doctor                   | Boris Altamirano              |
| Fisioterapeuta           | Yessenia Alvarado             |

#### 2022: Bicampeonas invictas
Luego del éxito obtenido en la primera edición de la Liga Femenina FPF y tras la buena campaña en la Copa Libertadores Femenina 2021, Alianza Lima se puso como objetivo en 2022 lograr el bicampeonato nacional para volver a competir internacionalmente. Por ello, renovó a casi todo el plantel campeón de 2021 y se reforzó con jugadoras del fútbol local como Sandra Arévalo (Cristal), Rosa Castro (Municipal) y Gianella Romero (Universitario) para jugar la Primera Fase, y las repatriadas Liliana Neyra, Steffani Otiniano y Maryory Sánchez junto a la colombiana Sofía García para competir en la parte final del torneo. 
Como en la temporada pasada, la Liga Femenina FPF 2022 tuvo trece equipos participantes y el rival a vencer sería nuevamente Universitario, pero el sorpresivo Carlos Mannucci de Trujillo quebraría los pronósticos iniciales. En esta ocasión, Alianza Lima volvería a ganar la Primera Fase del torneo con 34 puntos, pero esta vez de manera solitaria, con once triunfos y un empate 1-1 ante Mannucci en Trujillo, clasificando con dos puntos extra al Hexagonal por el título. 
| Pos. | Equipo              | PJ | PG | PE | PP | GF | GC | Puntos | DG  | Detalle                                    |
| ---- | ------------------- | -- | -- | -- | -- | -- | -- | ------ | --- | ------------------------------------------ |
| 1°   | Alianza Lima        | 12 | 11 | 1  |    | 53 | 4  | 34     | 49  | Clasificados al Hexagonal por el título    |
| 2°   | Universitario       | 12 | 11 |    | 1  | 37 | 5  | 33     | 32  | Clasificados al Hexagonal por el título    |
| 3°   | Carlos Mannucci     | 12 | 10 | 1  | 1  | 43 | 11 | 31     | 32  | Clasificados al Hexagonal por el título    |
| 4°   | Sporting Cristal    | 12 | 8  |    | 4  | 33 | 12 | 24     | 21  | Clasificados al Hexagonal por el título    |
| 5°   | Club UCV            | 12 | 6  | 2  | 4  | 21 | 13 | 20     | 8   | Clasificados al Hexagonal por el título    |
| 6°   | Atlético Trujillo   | 12 | 5  | 1  | 6  | 15 | 35 | 16     | −20 | Clasificados al Hexagonal por el título    |
| 7°   | Ayacucho FC         | 12 | 4  | 3  | 5  | 11 | 19 | 15     | −8  | Clasificados al Heptagonal por el descenso |
| 8°   | Deportivo Municipal | 12 | 4  | 2  | 6  | 14 | 25 | 14     | −11 | Clasificados al Heptagonal por el descenso |
| 9°   | Academia Cantolao   | 12 | 3  | 4  | 5  | 24 | 22 | 13     | 2   | Clasificados al Heptagonal por el descenso |
| 10°  | FC Killas           | 12 | 3  | 3  | 6  | 15 | 13 | 12     | 2   | Clasificados al Heptagonal por el descenso |
| 11°  | Club USMP           | 12 | 2  |    | 10 | 8  | 40 | 6      | −32 | Clasificados al Heptagonal por el descenso |
| 12°  | UTC                 | 12 | 1  | 1  | 10 | 6  | 52 | 4      | −46 | Clasificados al Heptagonal por el descenso |
| 13°  | Sport Boys          | 12 | 1  |    | 11 | 7  | 36 | 3      | −29 | Clasificados al Heptagonal por el descenso |

Alianza Lima ganaría el Hexagonal de manera invicta luego de vencer a Universitario, Mannucci, Sporting Cristal, Universidad César Vallejo y Atlético Trujillo, por lo que le tocaría jugar de local en las Semifinales contra el cuarto lugar del Hexagonal, Sporting Cristal. El cuadro rimense logró empatar 0-0 en el barrio de Matute y forzó los penales, que terminarían 4-3 a favor de las campeonas vigentes. En la otra semifinal, Carlos Mannucci eliminó en Trujillo a Universitario al ganarle 4-1 en penales, luego de empatar 0-0 en el tiempo reglamentario. 
| Pos. | Equipos del Hexagonal | PJ | PG | PE | PP | GF | GC | Puntos | DG  | Detalle                    |
| ---- | --------------------- | -- | -- | -- | -- | -- | -- | ------ | --- | -------------------------- |
| 1°   | Alianza Lima          | 5  | 5  |    |    | 17 | 2  | 17     | 15  | Clasificados a semifinales |
| 2°   | Carlos Mannucci       | 5  | 4  |    | 1  | 12 | 8  | 12     | 4   | Clasificados a semifinales |
| 3°   | Universitario         | 5  | 3  |    | 2  | 12 | 6  | 10     | 6   | Clasificados a semifinales |
| 4°   | Sporting Cristal      | 5  | 1  | 1  | 3  | 2  | 8  | 4      | -6  | Clasificados a semifinales |
| 5°   | Club UCV              | 5  | 1  |    | 4  | 4  | 14 | 3      | -10 | Eliminados                 |
| 6°   | Atlético Trujillo     | 5  |    | 1  | 4  | 2  | 11 | 1      | -9  | Eliminados                 |

A cinco días de jugarse la Final de la Liga Femenina FPF 2022, esta fue cambiada de partido único a partidos de ida y vuelta. En el partido de ida jugado en Trujillo, Alianza Lima logró igualar 1-1 ante Mannucci con gol de Adriana Lúcar. Luego, en el Estadio Alejandro Villanueva de La Victoria, vistiendo de blanquimorado, las grones derrotarían por 3-0 a las carlistas, con goles de Sandy Dorador, Heidy Padilla y Adriana Lúcar, proclamándose, de esta manera, bicampeonas invictas y logrando clasificar a la Copa Libertadores Femenina 2022, que se jugará en Quito, Ecuador.  
La oncena titular que jugó la final de vuelta contra Manucci en Matute fue la siguiente: en el arco, Maryory Sánchez (31); lateral derecha, Yoselin Miranda (8); centrales, Sofía García (16) y Neidy Romero (5, capitana); lateral izquierda, Rosa Castro (13); mediocampistas, Sandra Arévalo (10), Yomira Tacilla (19) y Heidy Padilla (17); delanteras, Sandy Dorador (7), Sashenka Porras (27) y Adriana Lúcar (9). Asimismo, fueron suplentes en esa final: Annie Del Carpio, Amparo Chuquival, Catherinne Bringas, Alison Reyes, Carmen Quesada, Gianella Romero y Andrea Valderrama. 
Cabe resaltar que la final de vuelta entre Alianza Lima y Carlos Mannucci, jugada el 6 de octubre del 2022, obtuvo el récord nacional de asistencia para un partido de fútbol femenino en Perú, con treinta mil asistentes, convirtiéndose en la tercera final más concurrida del 2022 a nivel de Sudamérica, solo detrás de la final brasileña entre Corinthians e Internacional (41 070 espectadores) y de la final colombiana entre América de Cali y Deportivo Cali (37 100 asistentes), y superando a la final argentina entre Boca Juniors y UAI Urquiza (18 000 personas).
En este bicampeonato, destacaron las nacionales Adriana Lúcar (mejor jugadora de la Liga), Maryory Sánchez (mejor arquera de la Liga), Sandy Dorador (mejor jugadora de la final) y Sandra Arévalo, así como las venezolanas Neidy Romero y Heidy Padilla y la colombiana Sofía García, entre otras jugadoras, comandadas nuevamente por el director técnico Samir Mendoza. 
Partidos del 2022
En la temporada, las grones bicampeonaron sin perder un partido, ganando 17 encuentros y empatando 3 duelos, dos de ellos en Trujillo ante el subcampeón Mannucci. Anotaron 74 goles y solo recibieron 7 goles en su portería. La goleadora del equipo fue Adriana Lúcar con 17 anotaciones (segunda goleadora de la Liga); le siguen Neidy Romero con 12 goles, Sandra Arévalo con 10, Sandy Dorador con 7 y Heidy Padilla con 7.    
| N.º | Día             | Ciudad   | Estadio                                   | Etapa          | Rival               | L/V    | Resultado | Goleadoras aliancistas |
| --- | --------------- | -------- | ----------------------------------------- | -------------- | ------------------- | ------ | --------- | --- |
| 1   | 9 de abril      | Lima     | UNMSM                                     | Primera Fase   | Sport Boys          | Local  | 5-0       | Heidy Padilla, Sashenka Porras, Neidy Romero, Alison Reyes y Adriana Lúcar                                                         |
| 2   | 16 de abril     | Lima     | Monumental                                | Primera Fase   | Universitario       | Visita | 2-0       | Neidy Romero y Adriana Lúcar |
| 3   | 20 de abril     | Lima     | UNMSM                                     | Primera Fase   | Deportivo Municipal | Local  | 2-0       | Sashenka Porras y Adriana Lúcar |
| 4   | 24 de abril     | Trujillo | Mansiche                                  | Primera Fase   | Carlos Mannucci     | Visita | 1-1       | Neidy Romero |
| 5   | 30 de abril     | Lima     | Alejandro Villanueva                      | Primera Fase   | Atlético Trujillo   | Local  | 11-1      | Neidy Romero (2), Adriana Lúcar, Heidy Padilla, Gladys Dorador (2), Alisson Reyes, Sandra Arévalo, Rosa Castro (2) y YomiraTacilla |
| 6   | 7 de mayo       | Lima     | Alejandro Villanueva                      | Primera Fase   | Club USMP           | Local  | 8-0       | Heidy Padilla (2), Adriana Lúcar (2), Yomira Tacilla, Sandra Arévalo (2) y Yoselin Miranda                                         |
| 7   | 21 de mayo      | Lima     | Andrés Bedoya Díaz                        | Primera Fase   | Academia Cantolao   | Visita | 4-1       | Sandra Arévalo, Neidy Romero (2) y Sashenka Porras                                                                                 |
| 8   | 29 de mayo      | Lima     | Alejandro Villanueva                      | Primera Fase   | Sporting Cristal    | Local  | 2-0       | Neidy Romero (2) |
| 9   | 3 de junio      | Lima     | Andrés Bedoya Díaz                        | Primera Fase   | FC Killas           | Visita | 1-0       | Sandra Arévalo |
| 10  | 11 de junio     | Lima     | Complejo Deportivo de Fútbol de la Videna | Primera Fase   | UTC                 | Local  | 11-0      | Gladys Dorador (2), Adriana Lúcar (4), Neidy Romero, Sandra Arévalo, Ángela Zamora (autogol), Amparo Chuquival y Sashenka Porras   |
| 11  | 6 de agosto     | Lima     | Andrés Bedoya Díaz                        | Primera Fase   | Club UCV            | Visita | 4-1       | Gladys Dorador, Carmen Quesada, Marisela Joya (autogol) y Adriana Lúcar                                                            |
| 12  | 13 de agosto    | Ayacucho | Ciudad de Cumaná                          | Primera Fase   | Ayacucho FC         | Visita | 2-0       | Lucerito Huamán y Sandra Arévalo                                                                                                   |
| 13  | 20 de agosto    | Lima     | UNMSM                                     | Hexagonal      | Carlos Mannucci     | Local  | 3-1       | Neidy Romero, Adriana Lúcar y Heidy Padilla                                                                                        |
| 14  | 24 de agosto    | Trujillo | Víctor Raúl Haya de la Torre              | Hexagonal      | Atlético Trujillo   | Visita | 4-0       | Sofía García, Sandra Arévalo (2) y Anel Jiménez (autogol)                                                                          |
| 15  | 28 de agosto    | Lima     | UNMSM                                     | Hexagonal      | Club UCV            | Local  | 6-0       | María Rojas (autogol), Yomira Tacilla, Gladys Dorador, Adriana Lúcar, Heidy Padilla y Gianella Romero                              |
| 16  | 3 de setiembre  | Lima     | Alberto Gallardo                          | Hexagonal      | Sporting Cristal    | Visita | 2-0       | Adriana Lúcar y Neidy Romero |
| 17  | 11 de setiembre | Lima     | Alejandro Villanueva                      | Hexagonal      | Universitario       | Local  | 2-1       | Sandra Arévalo y Adriana Lúcar |
| 18  | 17 de setiembre | Lima     | Alejandro Villanueva                      | Semifinales    | Sporting Cristal    | Local  | 0-0 (4-3) | En la definición por penales, anotaron Adriana Lúcar, Sofía García, Sandra Arévalo y Neydi Romero                                  |
| 19  | 25 de setiembre | Trujillo | Mansiche                                  | Final (ida)    | Carlos Mannucci     | Visita | 1-1       | Adriana Lúcar |
| 20  | 6 de octubre    | Lima     | Alejandro Villanueva                      | Final (vuelta) | Carlos Mannucci     | Local  | 3-0       | Gladys Dorador, Heidy Padilla y Adriana Lúcar                                                                                      |

Plantel campeón 2022
- Local.      Visita.

| N.° | Futbolista         | Camiseta | Puesto          | Fase Regular | Fase Regular | Fase Regular | Fase Regular | Fase Regular | Fase Regular | Fase Regular | Fase Regular | Fase Regular | Fase Regular | Fase Regular | Fase Regular | Fase Regular | Hexagonal | Hexagonal | Hexagonal | Hexagonal | Hexagonal | Semifinal*       | Finales | Finales | Total goles** |
| N.° | Futbolista         | Camiseta | Puesto          | F1           | F2           | F3           | F4           | F5           | F6           | F8           | F9           | F10          | F11          | F12          | F7           | F13          | F1        | F2        | F3        | F4        | F5        | Semifinal*       | Ida     | Vuelta  | Total goles** |
| --- | ------------------ | -------- | --------------- | ------------ | ------------ | ------------ | ------------ | ------------ | ------------ | ------------ | ------------ | ------------ | ------------ | ------------ | ------------ | ------------ | --------- | --------- | --------- | --------- | --------- | ---------------- | ------- | ------- | ------------- |
| N.° | Futbolista         | Camiseta | Puesto          | Descanso     | 5-0 (SBA)    | 2-0 (UNI)    | 2-0 (MUN)    | 1-1 (MAN)    | 11-1 (ATR)   | 8-0 (USM)    | 1-4 (CAN)    | 2-0 (SCR)    | 1-0 (KIL)    | 11-0 (UTC)   | 4-1 (UCV)    | 2-0 (AYA)    | 3-1 (MAN) | 4-0 (ATR) | 6-0 (UCV) | 2-0 (SCR) | 2-1 (UNI) | 0-0 (4-3)        | 1-1     | 3-0     | Total goles** |
| 1   | Annie Del Carpio   | 1        | Arquera         |              |              |              |              |              |              |              |              |              |              |              |              |              |           |           |           |           |           |                  |         |         |               |
| 2   | Maryory Sánchez    | 31       | Arquera         |              |              |              |              |              |              |              |              |              |              |              |              |              |           |           |           |           |           |                  |         |         |               |
| 3   | Alexandra Zamora   | 12       | Arquera         |              |              |              |              |              |              |              |              |              |              |              |              |              |           |           |           |           |           |                  |         |         |               |
| 4   | Patricia García    | 23       | Arquera         |              |              |              |              |              |              |              |              |              |              |              |              |              |           |           |           |           |           |                  |         |         |               |
| 5   | Neidy Romero       | 5        | Central/Volante |              | 1            | 1            |              | 1            | 2            |              | 2            | 2            |              | 1            |              |              | 1         |           |           | 1         |           | Acierto de penal |         |         | 12            |
| 6   | Yoselin Miranda    | 8        | Lateral/Central |              |              |              |              |              | 1            |              |              |              |              |              |              |              |           |           |           |           |           |                  |         |         | 1             |
| 7   | Sofía García       | 16       | Central         |              |              |              |              |              |              |              |              |              |              |              |              |              |           | Anotado   |           |           |           | Acierto de penal |         |         | 1             |
| 8   | Alison Reyes       | 14       | Central         |              | 1            |              |              |              | 1            |              |              |              |              |              |              |              |           |           |           |           |           |                  |         |         | 2             |
| 9   | Karla Conga        | 2        | Central         |              |              |              |              |              |              |              |              |              |              |              |              |              |           |           |           |           |           |                  |         |         |               |
| 10  | Enica Fasabi       | 3        | Central         |              |              |              |              |              |              |              |              |              |              |              |              |              |           |           |           |           |           |                  |         |         |               |
| 11  | Yamile Rivas       | 18       | Central         |              |              |              |              |              |              |              |              |              |              |              |              |              |           |           |           |           |           |                  |         |         |               |
| 12  | Gianella Romero    | 4        | Lateral         |              |              |              |              |              |              |              |              |              |              |              |              |              |           |           | 1         |           |           |                  |         |         | 1             |
| 13  | Catherinne Bringas | 6        | Lateral         |              |              |              |              |              |              |              |              |              |              |              |              |              |           |           |           |           |           |                  |         |         |               |
| 14  | Amparo Chuquival   | 21       | Lateral         |              |              |              |              |              |              |              |              |              |              | 1            |              |              |           |           |           |           |           |                  |         |         | 1             |
| 15  | Xiomara Canales    | 15       | Lateral         |              |              |              |              |              |              |              |              |              |              |              |              |              |           |           |           |           |           |                  |         |         |               |
| 16  | Lucerito Huamán    | 28       | Lateral         |              |              |              |              |              |              |              |              |              |              |              |              | 1            |           |           |           |           |           |                  |         |         | 1             |
| 17  | Rosa Castro        | 13       | Lateral         |              |              |              |              |              | 2            |              |              |              |              |              |              |              |           |           |           |           |           |                  |         |         | 2             |
| 18  | Sandra Arévalo     | 10       | Volante         |              |              |              |              |              | 1            | 2            | 1            |              | 1            | 1            |              | 1            |           | 2         |           |           | 1         | Acierto de penal |         |         | 10            |
| 19  | Heidy Padilla      | 17       | Volante         |              | 1            |              |              |              | 1            | 2            |              |              |              |              |              |              | 1         |           | 1         |           |           |                  |         | 1       | 7             |
| 20  | Liliana Neyra      | 22       | Volante         |              |              |              |              |              |              |              |              |              |              |              |              |              |           |           |           |           |           |                  |         |         |               |
| 21  | Steffani Otiniano  | 29       | Volante         |              |              |              |              |              |              |              |              |              |              |              |              |              |           |           |           |           |           |                  |         |         |               |
| 22  | Andrea Valderrama  | 30       | Volante         |              |              |              |              |              |              |              |              |              |              |              |              |              |           |           |           |           |           |                  |         |         |               |
| 23  | Carmen Quesada     | 20       | Volante         |              |              |              |              |              |              |              |              |              |              |              | 1            |              |           |           |           |           |           |                  |         |         | 1             |
| 24  | Jazmín Porras      | 26       | Volante         |              |              |              |              |              |              |              |              |              |              |              |              |              |           |           |           |           |           |                  |         |         |               |
| 25  | María Ortegano     | 16       | Volante         |              |              |              |              |              |              |              |              |              |              |              |              |              |           |           |           |           |           |                  |         |         |               |
| 26  | Nora Jiménez       | 25       | Volante         |              |              |              |              |              |              |              |              |              |              |              |              |              |           |           |           |           |           |                  |         |         |               |
| 27  | Adriana Lúcar      | 9        | Delantera       |              | 1            | 1            | 1            |              | 1            | 2            |              |              |              | 4            | 1            |              | 1         |           | 1         | 1         | 1         | Acierto de penal | 1       | 1       | 17            |
| 28  | Sandy Dorador      | 7        | Delantera       |              |              |              |              |              | 2            |              |              |              |              | 2            | 1            |              |           |           | 1         |           |           |                  |         | 1       | 7             |
| 29  | Yomira Tacilla     | 19       | Delantera       |              |              |              |              |              | 1            | 1            |              |              |              |              |              |              |           |           | 1         |           |           |                  |         |         | 3             |
| 30  | Sashenka Porras    | 27       | Delantera       |              | 1            |              | 1            |              |              |              | 1            |              |              | 1            |              |              |           |           |           |           |           |                  |         |         | 4             |
| 31  | Anais Vilca        | 24       | Delantera       |              |              |              |              |              |              |              |              |              |              |              |              |              |           |           |           |           |           |                  |         |         |               |
| 32  | Miryam Tristán     | 11       | Delantera       |              |              |              |              |              |              |              |              |              |              |              |              |              |           |           |           |           |           |                  |         |         |               |

*Los goles () de la definición por penales ante Sporting Cristal en semifinales no se cuentan en la tabla de goleadoras.
**Alianza Lima sumó cuatro autogoles durante la temporada: uno de UTC en la fecha 12 y uno de UCV en la fecha 7 de la Fase Regular; uno de Atlético Trujillo en la fecha 2 y uno de UCV en la fecha 3 del Hexagonal.  
Comando técnico campeón 2022
| Cargo                  | Nombres           |
| ---------------------- | ----------------- |
| Director técnico       | Samir Mendoza     |
| Asistente técnico      | Paulo Santolalla  |
| Preparador físico      | Wilson Bohórquez  |
| Preparador de arqueras | Israel Córdova    |
| Doctor                 | Víctor Mamani     |
| Fisioterapeuta         | Yessenia Alvarado |
| Utilero                | Carlos Eleuterio  |

#### 2023: Tricampeonato perdido
Tras lograr el bicampeonato 2021-2022, el club apunta a lograr el primer tricampeonato de su historia en la rama femenina. Para ello, contrató al colombiano Jhon Alber Ortiz como nuevo director técnico del equipo femenino, en reemplazo del peruano Samir Mendoza. Asimismo, dejaron el plantel íntimo las jugadoras Annie del Carpio, Andrea Valderrama, Enica Fasabi, Carmen Quesada, Karla Conga, la venezolana María Ortegano, Alexandra Zamora, la colombiana Sofía García, Maryory Sánchez, Liliana Neyra y Steffani Otiniano, entre otras.   
Ante tantas salidas, el equipo blanquiazul se reforzó con la delantera colombiana Sandra Ibargüen, la defensora venezolana Tífani Molina, las mediocampistas Allison Azabache (Cristal) y Emily Flores (Vallejo), las porteras María Dávila (Cristal) y Fiorella Valverde (Vallejo), y la delantera Birka Ruiz (Atlético Trujillo). Asimismo, el comando técnico contará con la asistencia técnica de la reconocida exseleccionada nacional Adriana Dávila, quien se retiró del fútbol en 2022.  
Como en la temporada pasada, el rival a vencer en la Liga Femenina FPF 2023 será nuevamente Universitario, aunque se esperan buenas campañas de Carlos Mannucci y Sporting Cristal. 
| Pos. | Club                  | PJ | PG | PE | PP | GF | GC | Puntos | DG  | Detalle                  | Detalle                  |
| ---- | --------------------- | -- | -- | -- | -- | -- | -- | ------ | --- | ------------------------ | ------------------------ |
| 1°   | Universitario         | 13 | 13 | 0  | 0  | 62 | 4  | 39     | +58 | Play-offs por Campeonato | Play-offs por Campeonato |
| 2°   | Alianza Lima          | 13 | 11 | 1  | 1  | 54 | 3  | 34     | +51 | Play-offs por Campeonato | Play-offs por Campeonato |
| 3°   | Carlos Mannucci       | 13 | 10 | 0  | 3  | 29 | 14 | 30     | +15 | Play-offs por Campeonato | Play-offs por Campeonato |
| 4°   | Sporting Cristal      | 13 | 7  | 3  | 3  | 27 | 12 | 24     | +15 | Play-offs por Campeonato | Play-offs por Campeonato |
| 5°   | Deportivo Municipal   | 13 | 7  | 1  | 5  | 23 | 24 | 22     | -1  | Play-offs por Campeonato | Play-offs por Campeonato |
| 6°   | Academia Cantolao     | 13 | 6  | 3  | 4  | 16 | 11 | 21     | +5  | Play-offs por Campeonato | Play-offs por Campeonato |
| 7°   | Defensores del Ilucán | 13 | 6  | 2  | 5  | 19 | 24 | 20     | -5  | Play-offs por Descenso   | Grupo A                  |
| 8°   | FBC Melgar            | 13 | 5  | 2  | 6  | 19 | 37 | 17     | -18 | Play-offs por Descenso   | Grupo B                  |
| 9°   | Sporting Victoria     | 13 | 4  | 1  | 8  | 18 | 20 | 13     | -2  | Play-offs por Descenso   | Grupo A                  |
| 10°  | Ayacucho FC           | 13 | 3  | 4  | 6  | 17 | 31 | 13     | -14 | Play-offs por Descenso   | Grupo B                  |
| 11°  | Atlético Trujillo     | 13 | 4  | 0  | 9  | 20 | 45 | 12     | -25 | Play-offs por Descenso   | Grupo A                  |
| 12°  | FC Killas             | 13 | 2  | 3  | 8  | 14 | 28 | 9      | -14 | Play-offs por Descenso   | Grupo B                  |
| 13°  | Club UCV              | 13 | 1  | 3  | 9  | 11 | 30 | 6      | -19 | Play-offs por Descenso   | Grupo A                  |
| 14°  | Club USMP             | 13 | 0  | 1  | 12 | 5  | 51 | 1      | -46 | Play-offs por Descenso   | Grupo B                  |

Universitario ganó el Hexagonal, pero perdió su invicto de la temporada, siendo goleado 4-1 por Alianza Lima, que quedó segundo y tuvo que jugar las semifinales ante Carlos Mannucci, equipo que quedó tercero. Alianza Lima ganó los dos encuentros de semifinales a las carlistas: 1-0 en Trujillo y 2-0 en el Alejandro Villanueva. En la otra semifinal, las cremas arrollaron a Sporting Cristal, tanto en la ida como en el partido de vuelta. De esta manera, Universitario y Alianza Lima volverían a verse en una final por el título.  
| Pos. | Club                | PJ | PG | PE | PP | GF | GC | Puntos | DG  | Detalle                    |
| ---- | ------------------- | -- | -- | -- | -- | -- | -- | ------ | --- | -------------------------- |
| 1°   | Universitario       | 5  | 4  | 0  | 1  | 13 | 4  | 14     | +9  | Clasificados a semifinales |
| 2°   | Alianza Lima        | 5  | 4  | 0  | 1  | 17 | 5  | 13     | +12 | Clasificados a semifinales |
| 3°   | Carlos Mannucci     | 5  | 3  | 1  | 1  | 5  | 1  | 10     | +4  | Clasificados a semifinales |
| 4°   | Sporting Cristal    | 5  | 2  | 0  | 3  | 7  | 6  | 6      | +1  | Clasificados a semifinales |
| 5°   | Deportivo Municipal | 5  | 1  | 1  | 3  | 4  | 13 | 4      | -9  | Eliminados                 |
| 6°   | Academia Cantolao   | 5  | 0  | 0  | 5  | 1  | 18 | 0      | -17 | Eliminados                 |

Las blanquiazules se impusieron 1-0 en el partido de ida, disputado en el Alejandro Villanueva el 27 de agosto de 2023. El único tanto fue obra de la venezolana Heidy Padilla. Sin embargo, ese triunfo por la mínima no bastaría para conseguir el tricampeonato, ya que Universitario se llevaría el partido de vuelta con un 2-0 en el Monumental de Ate el 2 de septiembre de 2023. Este encuentro no solo definió el campeonato, sino que también rompió el récord de asistencia en un partido femenino en Sudamérica. Los goles fueron anotados por la uruguaya Stephanie Lacoste y Luz Campoverde. De esta manera, Universitario logró su primer título de la Liga Femenina FPF y el décimo título de su historia en el fútbol femenino peruano.   
Partidos del 2023
En esta temporada de subcampeonato, las íntimas lograron imponerse en 18 de los 22 partidos disputados, pero esos triunfos no fueron suficientes para alcanzar el ansiado tricampeonato. A lo largo de la campaña, marcaron 75 goles y encajaron 10. La máxima goleadora del equipo fue Adriana Lúcar, quien con 17 tantos se consagró como la goleadora absoluta de la Liga por segunda vez. Le siguieron Yomira Tacilla con 11 goles, Gladys Dorador con 10, y Heidy Padilla con 7.
| N.º | Día            | Ciudad   | Estadio                | Etapa              | Rival                 | L/V    | Resultado | Goleadoras aliancistas                                                                                            |
| --- | -------------- | -------- | ---------------------- | ------------------ | --------------------- | ------ | --------- | --- |
| 1   | 1 de abril     | Lima     | Iván Elías Moreno      | Primera Fase       | Club USMP             | Local  | 8-0       | Yomira Tacilla (2), Tífani Molina (2), Heidy Padilla, Gladys Dorador (2) y Neidy Romero                           |
| 2   | 19 de abril    | Lima     | Iván Elías Moreno      | Primera Fase       | Club UCV              | Local  | 5-1       | Gladys Dorador, Sandra Ibargüen, Heidy Padilla, Birka Ruiz y Anaís Vilca                                          |
| 3   | 25 de abril    | Trujillo | Mansiche               | Primera Fase       | Carlos Mannucci       | Visita | 3-0       | Heidy Padilla, Yomira Tacilla y Gianella Romero                                                                   |
| 4   | 28 de abril    | Cutervo  | Juan Maldonado Gamarra | Primera Fase       | Defensores del Ilucán | Visita | 3-0       | Adriana Lúcar, Gladys Dorador y Sandra Ibargüen                                                                   |
| 5   | 1 de mayo      | Lima     | Iván Elías Moreno      | Primera Fase       | Atlético Trujillo     | Local  | 6-0       | Adriana Lúcar (2), Anaís Vilca, Yoselin Miranda, Gianella Romero y Elsa Tapullima                                 |
| 6   | 5 de mayo      | Lima     | Andrés Bedoya Díaz     | Primera Fase       | Academia Cantolao     | Visita | 3-0       | Heidy Padilla y Adriana Lúcar (2)                                                                                 |
| 7   | 13 de mayo     | Lima     | Iván Elías Moreno      | Primera Fase       | Sporting Cristal      | Local  | 3-0       | Gladys Dorador (2) y Yomira Tacilla                                                                               |
| 8   | 21 de mayo     | Lima     | Monumental             | Primera Fase       | Universitario         | Visita | 0-1       | Sin goleadoras |
| 9   | 27 de mayo     | Lima     | Iván Elías Moreno      | Primera Fase       | FC Killas             | Local  | 9-1       | Yomira Tacilla (4), Adriana Lúcar (4) y Birka Ruiz                                                                |
| 10  | 3 de junio     | Ayacucho | El Libertador          | Primera Fase       | Ayacucho FC           | Visita | 0-0       | Sin goleadoras |
| 11  | 10 de junio    | Iquitos  | Max Augustin           | Primera Fase       | Sporting Victoria     | Visita | 1-0       | Sandra Arévalo |
| 12  | 17 de junio    | Lima     | Iván Elías Moreno      | Primera Fase       | FBC Melgar            | Local  | 9-0       | Sandra Ibarguen (3), Gladys Dorador (2), Rosa Castro, Yomira Tacilla, Alisson Reyes y Anais Vilca                 |
| 13  | 24 de junio    | Lima     | Iván Elías Moreno      | Primera Fase       | Deportivo Municipal   | Visita | 4-0       | Adriana Lucar (2), Gladys Dorador y Sandra Arévalo                                                                |
| 14  | 1 de julio     | Lima     | Iván Elías Moreno      | Hexagonal          | Deportivo Municipal   | Local  | 3-1       | Neidy Romero, Gladys Dorador y Adriana Lúcar                                                                      |
| 15  | 9 de julio     | Trujillo | Estadio Mansiche       | Hexagonal          | Carlos Mannucci       | Visita | 2-0       | Sin goleadoras |
| 16  | 22 de julio    | Lima     | El Campo 3             | Hexagonal          | Sporting Cristal      | Visita | 2-1       | Adriana Lúcar (2)                                                                                                 |
| 17  | 30 de julio    | Lima     | Alejandro Villanueva   | Hexagonal          | Universitario         | Local  | 4-1       | Adriana Lúcar (2), Sandra Ibarguen y Sashenka Porras                                                              |
| 18  | 5 de agosto    | Lima     | Alejandro Villanueva   | Hexagonal          | Academia Cantolao     | Local  | 8-0       | Heidy Padilla, Sandra Arevalo, Sashenka Porras, Neidy Romero, Adriana Lúcar, Sandra Ibarguen (2) y Yomira Tacilla |
| 19  | 12 de agosto   | Trujillo | Mansiche               | Semifinal (ida)    | Carlos Mannucci       | Visita | 1-0       | Sashenka Porras                                                                                                   |
| 20  | 19 de agosto   | Lima     | Alejandro Villanueva   | Semifinal (vuelta) | Carlos Mannucci       | Local  | 2-0       | Heidy Padilla y Yomira Tacilla                                                                                    |
| 21  | 27 de agosto   | Lima     | Alejandro Villanueva   | Final (ida)        | Universitario         | Local  | 1-0       | Heidy Padilla |
| 22  | 2 de setiembre | Lima     | Monumental             | Final (vuelta)     | Universitario         | Visita | 0-2       | Sin goleadoras |

Plantel 2023
- Local.      Visita.

| N.° | Futbolista        | Camiseta | Puesto        | Fase Regular | Fase Regular | Fase Regular | Fase Regular | Fase Regular | Fase Regular | Fase Regular | Fase Regular | Fase Regular | Fase Regular | Fase Regular | Fase Regular | Fase Regular | Hexagonal | Hexagonal | Hexagonal | Hexagonal | Hexagonal | Semifinales | Semifinales | Finales | Finales | Total goles |
| N.° | Futbolista        | Camiseta | Puesto        | F1           | F2           | F3           | F4           | F5           | F6           | F7           | F8           | F9           | F10          | F11          | F12          | F13          | F1        | F2        | F3        | F4        | F5        | Ida         | Vuelta      | Ida     | Vuelta  | Total goles |
| --- | ----------------- | -------- | ------------- | ------------ | ------------ | ------------ | ------------ | ------------ | ------------ | ------------ | ------------ | ------------ | ------------ | ------------ | ------------ | ------------ | --------- | --------- | --------- | --------- | --------- | ----------- | ----------- | ------- | ------- | ----------- |
| N.° | Futbolista        | Camiseta | Puesto        | USM (8-0)    | DEF (0-3)    | UCV (5-1)    | MAN (0-3)    | ATR (6-0)    | CAN (0-3)    | SCR (3-0)    | UNI (1-0)    | KIL (9-1)    | AYA          | SVI          | MEL          | MUN          |           |           |           |           |           |             |             |         |         | Total goles |
| 1   | María Dávila      | 12       | Arquera       |              |              |              |              |              |              |              |              |              |              |              |              |              |           |           |           |           |           |             |             |         |         |             |
| 2   | Fiorella Valverde | 1        | Arquera       |              |              |              |              |              |              |              |              |              |              |              |              |              |           |           |           |           |           |             |             |         |         |             |
| 3   | Patricia García   | 23       | Arquera       |              |              |              |              |              |              |              |              |              |              |              |              |              |           |           |           |           |           |             |             |         |         |             |
| 4   | Alison Reyes      | 14       | Central       |              |              |              |              |              |              |              |              |              |              |              |              |              |           |           |           |           |           |             |             |         |         |             |
| 5   | Yamile Rivas      | 18       | Central       |              |              |              |              |              |              |              |              |              |              |              |              |              |           |           |           |           |           |             |             |         |         |             |
| 6   | Neidy Romero      | 5        | Central       | 1            |              |              |              |              |              |              |              |              |              |              |              |              |           |           |           |           |           |             |             |         |         | 1           |
| 7   | Yoselin Miranda   | 8        | Central       |              |              |              |              | 1            |              |              |              |              |              |              |              |              |           |           |           |           |           |             |             |         |         | 1           |
| 8   | - Tífani Molina   | 16       | Central       | 2            |              |              |              |              |              |              |              |              |              |              |              |              |           |           |           |           |           |             |             |         |         | 2           |
| 9   | Catherine Bringas | 6        | Lateral       |              |              |              |              |              |              |              |              |              |              |              |              |              |           |           |           |           |           |             |             |         |         |             |
| 10  | Rosa Castro       | 13       | Lateral       |              |              |              |              |              |              |              |              |              |              |              |              |              |           |           |           |           |           |             |             |         |         |             |
| 11  | Xiomara Canales   | 15       | Lateral       |              |              |              |              |              |              |              |              |              |              |              |              |              |           |           |           |           |           |             |             |         |         |             |
| 12  | Amparo Chuquival  | 21       | Lateral       |              |              |              |              |              |              |              |              |              |              |              |              |              |           |           |           |           |           |             |             |         |         |             |
| 13  | Gianella Romero   | 4        | Lateral       |              |              |              | 1            | 1            |              |              |              |              |              |              |              |              |           |           |           |           |           |             |             |         |         | 2           |
| 14  | Yomira Tacilla    | 19       | Mediocampista | 2            |              |              | 1            |              |              | 1            |              | 4            |              |              |              |              |           |           |           |           |           |             |             |         |         | 8           |
| 15  | Sandra Arévalo    | 10       | Mediocampista |              |              |              |              |              |              |              |              |              |              |              |              |              |           |           |           |           |           |             |             |         |         |             |
| 16  | Allison Azabache  | 20       | Mediocampista |              |              |              |              |              |              |              |              |              |              |              |              |              |           |           |           |           |           |             |             |         |         |             |
| 17  | Lucerito Huamán   | 28       | Mediocampista |              |              |              |              |              |              |              |              |              |              |              |              |              |           |           |           |           |           |             |             |         |         |             |
| 18  | Elsa Tapullima    | 30       | Mediocampista |              |              |              |              | 1            |              |              |              |              |              |              |              |              |           |           |           |           |           |             |             |         |         | 1           |
| 19  | Gladys Dorador    | 7        | Mediocampista | 2            | 1            | 1            |              |              |              | 2            |              |              |              |              |              |              |           |           |           |           |           |             |             |         |         | 6           |
| 20  | Emily Flores      | 22       | Mediocampista |              |              |              |              |              |              |              |              |              |              |              |              |              |           |           |           |           |           |             |             |         |         |             |
| 21  | Miryam Tristán    | 11       | Mediocampista |              |              |              |              |              |              |              |              |              |              |              |              |              |           |           |           |           |           |             |             |         |         |             |
| 22  | Sandra Ibargüen   | 29       | Delantera     |              | 1            | 1            |              |              |              |              |              |              |              |              |              |              |           |           |           |           |           |             |             |         |         | 2           |
| 23  | Heidy Padilla     | 17       | Delantera     | 1            |              | 1            | 1            |              | 1            |              |              |              |              |              |              |              |           |           |           |           |           |             |             |         |         | 4           |
| 24  | Anaís Vilca       | 24       | Delantera     |              |              | 1            |              | 1            |              |              |              |              |              |              |              |              |           |           |           |           |           |             |             |         |         | 2           |
| 25  | Adriana Lúcar     | 9        | Delantera     |              | 1            |              |              | 2            | 2            |              |              | 4            |              |              |              |              |           |           |           |           |           |             |             |         |         | 9           |
| 26  | Sashenka Porras   | 27       | Delantera     |              |              |              |              |              |              |              |              |              |              |              |              |              |           |           |           |           |           |             |             |         |         |             |
| 27  | Birka Ruiz        | 25       | Delantera     |              |              | 1            |              |              |              |              |              | 1            |              |              |              |              |           |           |           |           |           |             |             |         |         | 2           |

Comando técnico 2023
| Cargo                  | Nombres            |
| ---------------------- | ------------------ |
| Director técnico       | Jhon Alber Ortiz   |
| Asistente técnico      | Adriana Dávila     |
| Asistente técnico      | Paulo Santolalla   |
| Preparador físico      | Wilson Bohórquez   |
| Preparador de arqueras | Israel Córdova     |
| Analista de video      | Daniel Ayudante    |
| Médico                 | Elizabeth Barzola  |
| Médico                 | Víctor Mamani      |
| Médico                 | José Garro         |
| Nutricionista          | Vladimir Gutiérrez |
| Fisioterapeuta         | Yessenia Alvarado  |
| Utilero                | Carlos Eleuterio   |

### 2024: Supremacía blanquiazul
Partidos del 2024
En esta tercera corona de las íntimas, estas lograron imponerse en 18 de 21 partidos disputados. En la campaña, marcaron 78 goles y encajaron solo 7 goles. La máxima goleadora del equipo fue Adriana Lúcar, quien con 20 tantos se consagró como la goleadora absoluta de la Liga por tercera vez. Le siguieron la brasileña Thaisa Assunção con 14 anotaciones, Gladys Dorador con 7 goles, y la venezolana Heidy Padilla, Gianella Romero y la colombiana Angie Castañeda, cada una con 5 goles.
| N.º | Día          | Ciudad     | Estadio                | Etapa              | Rival                 | L/V    | Resultado | Goleadoras aliancistas |
| --- | ------------ | ---------- | ---------------------- | ------------------ | --------------------- | ------ | --------- | --- |
| 1   | 24 de marzo  | Lima       | Iván Elías Moreno      | Primera fase       | Deportivo Municipal   | Visita | 4-0       | Heidy Padilla, Sashenka Porras, Adriana Lúcar y Birka Ruíz                                                                                            |
| 2   | 13 de abril  | Lima       | Iván Elías Moreno      | Primera fase       | Unsaac                | Local  | 14-0      | Thaisa Assunção (2), Emily Flores (2), Sandy Dorador (2), Gianella Romero (3), Adriana Lúcar (2), Heidy Padilla, Allison Azabache y Steffani Otiniano |
| 3   | 20 de abril  | Arequipa   | La Tomilla             | Primera fase       | FBC Melgar            | Visita | 2-1       | Adriana Lúcar y Mercy Carrillo (autogol) |
| 4   | 27 de abril  | Lima       | Iván Elías Moreno      | Primera fase       | FC Killas             | Local  | 9-1       | Sandy Dorador (2), Adriana Lúcar (2), Heidi Padilla, Thaisa Assunção (3) y Allison Azabache                                                           |
| 5   | 1 de mayo    | Trujillo   | Complejo UPAO          | Primera fase       | Carlos Mannucci       | Visita | 3-0       | Adriana Lúcar, Thaisa Assunção y Sandy Dorador |
| 6   | 5 de mayo    | Lima       | Iván Elías Moreno      | Primera fase       | Sporting Cristal      | Local  | 2-1       | Adriana Lúcar y Thaisa Assunção |
| 7   | 10 de mayo   | Lima       | Monumental             | Primera fase       | Universitario         | Visita | 0-0       | Sin goleadoras |
| 8   | 18 de mayo   | Lima       | Iván Elías Moreno      | Primera fase       | Defensores del Ilucán | Local  | 4-0       | Thaisa Assunção, Adriana Lúcar (2) y Birka Ruíz |
| 9   | 24 de mayo   | Ayacucho   | El Libertador          | Primera fase       | Ayacucho FC           | Visita | 8-0       | Emily Flores (2), Allison Azabache, Adriana Lúcar (3), Yomira Tacilla y Neidy Romero.                                                                 |
| 10  | 9 de junio   | Lima       | Iván Elías Moreno      | Primera fase       | Academia Cantolao     | Local  | 6-0       | Adriana Lúcar, Thaisa Assunção (2), Gianella Romero, Anais Vilca y Rosa Castro                                                                        |
| 11  | 15 de junio  | El Eslabón | Adela Vargas Burga     | Primera fase       | Biavo FC              | Visita | 3-1       | Rosa Castro y Adriana Lúcar (2) |
| 12  | 22 de junio  | Lima       | Iván Elías Moreno      | Primera fase       | Club UCV              | Local  | 4-0       | Gianella Romero, Adriana Lúcar, Thaisa Assunção y Sashenka Porras.                                                                                    |
| 13  | 7 de julio   | Lima       | Alejandro Villanueva   | Hexagonal          | Universitario         | Local  | 0-1       | Sin goleadoras |
| 14  | 21 de julio  | Cutervo    | Juan Maldonado Gamarra | Hexagonal          | Defensores del Ilucán | Visita | 2-0       | Adriana Lúcar y Thaisa Assunção |
| 15  | 27 de julio  | Lima       | Alejandro Villanueva   | Hexagonal          | FBC Melgar            | Local  | 4-0       | Gladys Dorador, Alison Reyes, Angie Castañeda y Birka Ruiz                                                                                            |
| 16  | 31 de julio  | Lima       | La Florida             | Hexagonal          | Sporting Cristal      | Visita | 5-0       | Gladys Dorador, Adriana Lúcar, Angie Castañeda, Gianella Romero y Thaisa Assunção                                                                     |
| 17  | 3 de agosto  | Lima       | Alejandro Villanueva   | Hexagonal          | Carlos Mannucci       | Local  | 1-0       | Angie Castañeda |
| 18  | 10 de agosto | Lima       | Alberto Gallardo       | Semifinal (ida)    | Sporting Cristal      | Visita | 0-0       | Sin goleadoras |
| 19  | 18 de agosto | Lima       | Alejandro Villanueva   | Semifinal (vuelta) | Sporting Cristal      | Local  | 2-1       | Heidy Padilla y Adriana Lúcar |
| 20  | 25 de agosto | Lima       | Monumental             | Final (ida)        | Universitario         | Visita | 2-0       | Angie Castañeda y Heidy Padilla |
| 21  | 30 de agosto | Lima       | Alejandro Villanueva   | Final (vuelta)     | Universitario         | Local  | 3-1       | Thaisa Assunçao, Alison Reyes y Angie Castañeda |

## Copa Libertadores de América Femenina
Hasta la edición de Paraguay 2024, Alianza Lima ha disputado 11 partidos en tres participaciones de la Copa Libertadores de América Femenina, logrando cuatro triunfos, un empate y seis derrotas. Es el único equipo peruano que ha clasificado dos veces a cuartos de final de la Copa Libertadores de América Femenina (2021 y 2024), siendo el club con más victorias (4) y más goles anotados (15) en este torneo internacional. La máxima goleadora del club en la Copa es Adriana Lúcar, con 4 anotaciones. Entre las jugadoras extranjeras que han dejado su huella con la camiseta blanquiazul en la Copa destacan la colombiana Wendy Bonilla, las venezolanas Heidy Padilla y Neidy Romero, así como la brasileña Rayane Rodríguez, cada una de ellas con un gol en el torneo.    
| Torneo                                    | Ediciones        | Mejor participación           |
| ----------------------------------------- | ---------------- | ----------------------------- |
| Copa Libertadores de América Femenina (3) | 2021, 2022, 2024 | Cuartos de final (2021, 2024) |

#### Paraguay-Uruguay 2021: debut exitoso
Alianza Lima debutó en la XIII Copa Libertadores de América Femenina, que se desarrolló del 3 al 21 de noviembre de 2021 en Asunción y Montevideo. Las íntimas fueron ubicadas por sorteo en el Grupo C con Universidad de Chile, Real Tomayapo de Bolivia y Deportivo Cali de Colombia. Para esta ocasión tan especial, la dirigencia reforzó convenientemente al equipo, contratando a la portera titular de la selección peruana Maryory Sánchez y a las colombianas Diana Ospina, Fabiana Yantén, Sara Martínez y Wendy Bonilla, provenientes del América de Cali de Colombia. Las cuatro futbolistas dejarían un "buen sabor de boca" en el aficionado blanquiazul.   
La delegación de veinte futbolistas que viajó a Asunción estuvo compuesta por las arqueras Annie Del Carpio (1), Alexandra Zamora (12) y Maryory Sánchez (13); las defensas Fabiana Yantén (16), Alison Reyes (14), Amparo Chuquival (3), Catherinne Bringas (6), Yoselin Miranda (8) y Xiomara Canales (15); las mediocampistas Andrea Valderrama (2), Sara Martínez (10), Wendy Bonilla (18), Diana Ospina (4), Neidy Romero (5), Heidy Padilla (20); y las delanteras Miryam Tristán (11), Yomira Tacilla (19), Anais Vilca (17), Adriana Lúcar (9) y Gladys Dorador (7).    
El 4 de noviembre, las íntimas debutaron cayendo 0-2 ante Deportivo Cali; luego, en la segunda fecha, jugada el 7 de noviembre, ganaron 1-0 a Universidad de Chile, con gol de Adriana Lúcar; y, en la tercera fecha, jugada el 10 de noviembre, vencieron 5-0 a Real Tomayapo, con goles de Gladys Dorador, Wendy Bonilla, Miryam Tristán, Anaís Vilca y Alison Reyes. De esta manera, las blanquiazules clasificaron a cuartos de final como segundas del grupo y se convirtieron en el primer equipo peruano femenino en clasificar a cuartos de final en la Copa Libertadores Femenina.  
En cuartos de final, las grones perdieron 1-3 ante Corinthians de Brasil, que terminaría proclamándose tricampeón de la Copa; el gol de descuento lo marcó Gladys Dorador. En la clasificación final de la Copa, Alianza Lima se ubicó en el sétimo lugar, siendo la mejor participación de un club peruano en este torneo internacional femenino hasta el momento.   
| N.º | Edición               | Día             | Ciudad   | Estadio         | Etapa                      | Rival                | Resultado | Goleadoras aliancistas                                                    |
| --- | --------------------- | --------------- | -------- | --------------- | -------------------------- | -------------------- | --------- | ------------------------------------------------------------------------- |
| 1   | Paraguay-Uruguay 2021 | 4 de noviembre  | Asunción | Manuel Ferreira | Grupo C de la primera fase | Deportivo Cali       | 0-2       | Sin goleadoras                                                            |
| 2   | Paraguay-Uruguay 2021 | 7 de noviembre  | Asunción | Manuel Ferreira | Grupo C de la primera fase | Universidad de Chile | 1-0       | Adriana Lúcar                                                             |
| 3   | Paraguay-Uruguay 2021 | 10 de noviembre | Asunción | Manuel Ferreira | Grupo C de la primera fase | Real Tomayapo        | 5-0       | Gladys Dorador, Wendy Bonilla, Miryam Tristán, Anaís Vilca y Alison Reyes |
| 4   | Paraguay-Uruguay 2021 | 13 de noviembre | Asunción | Manuel Ferreira | Cuartos de final           | Corinthians          | 1-3       | Gladys Dorador                                                            |

#### Ecuador 2022: segunda Copa
El equipo blanquimorado clasificó el 6 de octubre de 2022 a la XIV Copa Libertadores de América Femenina, que se disputó del 13 al 28 de octubre de 2022 en Quito, Ecuador. Alianza Lima fue el último equipo sudamericano en clasificar a esta edición debido al mal diseño del calendario futbolístico femenino que organizó la FPF. Con poco tiempo de preparación para jugar en altura y para acoplar a sus refuerzos adecuadamente, las íntimas jugaron en el Grupo D y enfrentaron a Deportivo Lara de Venezuela, Santiago Morning de Chile y América de Cali de Colombia.    
La plantilla que jugó la Copa estuvo conformada por las arqueras Maryory Sánchez (1) y Alexandra Zamora (12); las defensas Yoselin Miranda (8), Alison Reyes (14, capitana), Sofía García (16), Rosa Castro (13) y Gianella Romero (4); las mediocampistas Neidy Romero (5), Carmen Quesada (20), Heidy Padilla (17), Yomira Tacilla (19) y Sandra Arévalo (10); y las delanteras Sashenka Porras (7) y Adriana Lúcar (9).   
A ellas, se sumaron seis futbolistas colombianas que reforzaron al equipo blanquimorado: la volante Paola García (6), procedente del Independiente Santa Fe; la delantera Estefanía Cartagena (18) y la lateral izquierda Johannys Muñoz (2) del Junior de Barranquilla; la delantera Yirleidis Quejada (11), la volante Yulieth Rivas (3) y la atacante Sara Córdoba (15), del Deportivo Independiente Medellín Formas Íntimas.   
Las victorianas debutaron el 14 de octubre ante el Deportivo Lara, que ganaba el partido 1-0 hasta el minuto 92, hasta que la potrilla Sashenka Porras empató el encuentro 1-1, convirtiéndose en la futbolista peruana más joven en marcar un gol en la historia de la Copa Libertadores Femenina, con 17 años y 120 días. Además, este resultado fue el primer empate de las blanquiazules en la historia de la Copa.             
En el segundo partido de la copa, las blanquimoradas perdieron 0-1 ante Santiago Morning el 17 de octubre, con expulsión de la colombiana Paola García. Finalmente, la escuadra íntima cerró su participación copera el 20 de octubre cayendo 1-2 con América de Cali, uno de los equipos favoritos para ganar el torneo. En la clasificación final, Alianza se ubicó en la decimosegunda posición sin lograr mejorar la buena performance de su primera participación.             
| N.º | Edición      | Día           | Ciudad | Estadio              | Etapa                      | Rival            | Resultado | Goleadoras aliancistas |
| --- | ------------ | ------------- | ------ | -------------------- | -------------------------- | ---------------- | --------- | ---------------------- |
| 5   | Ecuador 2022 | 14 de octubre | Quito  | Gonzalo Pozo Ripalda | Grupo D de la primera fase | Deportivo Lara   | 1-1       | Sashenka Porras        |
| 6   | Ecuador 2022 | 17 de octubre | Quito  | Gonzalo Pozo Ripalda | Grupo D de la primera fase | Santiago Morning | 0-1       | Sin goleadoras         |
| 7   | Ecuador 2022 | 20 de octubre | Quito  | Gonzalo Pozo Ripalda | Grupo D de la primera fase | América de Cali  | 1-2       | Heidy Padilla          |

#### Paraguay 2024: una nueva ilusión
Tras conquistar su tercera corona en la Liga Femenina FPF el 30 de agosto de 2024, Alianza Lima aseguró su tercera participación en la Copa Libertadores de América Femenina, cuya XVI edición se celebra actualmente en Paraguay. El sorteo de los grupos se realizó el 12 de setiembre, ubicando a Alianza Lima en el grupo D, junto a Deportivo Cali de Colombia, Santiago Morning de Chile y Club Guaraní de Paraguay. Fue la segunda ocasión en que las victorianas se enfrentaron a Deportivo Cali y Santiago Morning en la fase de grupos del torneo, y su primer enfrentamiento oficial frente a una oncena paraguaya. 
Para afrontar esta nueva edición de la Copa, las íntimas reforzaron su planterl con la incorporación de la lateral izquierda brasileña Ariane Cabrera (2) y la defensa central brasileña Rayane Rodríguez (3), ambas provenientes del Clube Atlético Mineiro; la experimentada delantera colombiana Kena Romero (99), procedente de Millonarios Fútbol Club; y la guardameta peruana Karla López (1), del Carlos Mannucci de Trujillo. 
Estas jugadoras se unieron a las campeonas de la Liga Femenina FPF 2024: la portera Maryory Sánchez (12); las defensas Rosa Castro (13), Gianella Romero (4), Yomira Tacilla (19), Tifani Molina (16) y Neidy Romero (8); las mediocampistas Rafaela Marques (11), Angie Castañeda (78), Allison Azabache (20), Emily Flores (5), Gladys Dorador (7); y las delanteras Heidy Padilla (10), Birka Ruiz (25), Sashenka Porras (27), Thaisa Assunção (29) y Adriana Lúcar (9, capitana).
El 4 de octubre, las aliancistas debutaron en el Estadio CARFEM, en la ciudad de Ypané, con una victoria por 2-0 sobre las chaguitas, gracias a los goles de Adriana Lúcar y Emily Flores. En su segundo partido, disputado el 7 de octubre, cayeron 1-2 ante las caleñas, con un gol de descuento de la brasileña Rayane Rodríguez. El 10 de octubre, Alianza Lima cerró su participación en la fase de grupos con una contundente victoria de 3-0 sobre las guaraníes, con dos goles de Lúcar y uno de la venezolana Neidy Romero, logrando así la clasificación a los cuartos de final. En dicha instancia, se enfrentaron a las leonas de Independiente Santa Fe de Colombia, donde fueron derrotadas por 0-2, igualando el sétimo lugar obtenido en 2021, cuando también alcanzaron los cuartos de final.  
| N.º | Edición       | Día           | Ciudad   | Estadio        | Etapa                      | Rival                  | Resultado | Goleadoras aliancistas               |
| --- | ------------- | ------------- | -------- | -------------- | -------------------------- | ---------------------- | --------- | ------------------------------------ |
| 8   | Paraguay 2024 | 4 de octubre  | Ypané    | Estadio CARFEM | Grupo D de la primera fase | Santiago Morning       | 2-0       | Adriana Lúcar y Emily Flores         |
| 9   | Paraguay 2024 | 7 de octubre  | Ypané    | Estadio CARFEM | Grupo D de la primera fase | Deportivo Cali         | 1-2       | Rayane Rodríguez                     |
| 10  | Paraguay 2024 | 10 de octubre | Ypané    | Estadio CARFEM | Grupo D de la primera fase | Club Guaraní           | 3-0       | Adriana Lúcar (2) y Neidy Romero (p) |
| 11  | Paraguay 2024 | 13 de octubre | Asunción | Arsenio Erico  | Cuartos de final           | Independiente Santa Fe | 0-2       | Sin goleadoras                       |

## Giras internacionales amistosas

#### New Jersey: Frienship Cup 2022
La Liga Femenina FPF 2022 estuvo en receso durante el mes de julio ya que la Selección Femenina de Fútbol debía prepararse para participar en la Copa América Femenina Colombia 2022. Por este motivo, la dirigencia aliancista decidió realizar una minigira internacional amistosa de dos partidos, denominada Friendship Cup 2022, en la ciudad estadounidense de Clifton, New Jersey, con el fin de darle roce internacional a su plantel. Esta gira internacional amistosa es la primera que el equipo íntimo ha realizado en su historia.  
La lista de futbolistas que viajó a New Jersey estuvo conformada por Adriana Lúcar, Anaís Vilca, Yomira Tacilla, Rosa Castro, Catherine Bringas, Heidy Padilla, Neidy Romero, Xiomara Canales, Gianella Romero, Enica Fasabi, Karla Conga, Andrea Valderrama, Amparo Chuquival, Annie del Carpio y Carmen Quesada. 
El primer partido se jugó el viernes 22 de julio contra el New Jersey Alliance FC, al cual las íntimas vencieron por 2-0 con goles de Adriana Lúcar y Yomira Tacilla. Luego, el 26 de julio, dieron cuenta del Unisamba FC por 4-0 con goles de Neidy Romero, Heidy Padilla, Adriana Lúcar y Yomira Tacilla. Ambos duelos se disputaron en las instalaciones deportivas del Cristopher Columbus Middle School, de Clifton, New Jersey.  
En un principio, el segundo partido de la gira se iba a jugar contra el Paisley Athletic FC el domingo 24 de julio en la misma sede, pero el partido tuvo que ser cancelado por una serie de incidentes entre los mismos seguidores aliancistas. Debido a esta situación, la dirigencia tuvo que programar el segundo partido contra el Unisamba FC para cerrar su exitosa minigira y volver a Lima para el reinicio de la Liga Femenina FPF 2022.
| N.º | Edición            | Día         | Ciudad     | Estadio                           | Rival                  | Resultado | Goleadoras aliancistas                                      |
| --- | ------------------ | ----------- | ---------- | --------------------------------- | ---------------------- | --------- | ----------------------------------------------------------- |
| 1   | Frienship Cup 2022 | 22 de julio | New Jersey | Cristopher Columbus Middle School | New Jersey Alliance FC | 2-0       | Adriana Lúcar y Yomira Tacilla                              |
| 2   | Frienship Cup 2022 | 26 de julio | New Jersey | Cristopher Columbus Middle School | Unisamba FC            | 4-0       | Neidy Romero, Heidy Padilla, Adriana Lúcar y Yomira Tacilla |

#### Quito: Copa Chubb 2025
Como parte de su preparación para afrontar la Liga Femenina FPF 2025, el Club Alianza Lima disputó del 14 al 16 de febrero la Copa Chubb 2025 en Quito, Ecuador. Además del cuadro íntimo, el torneo contó con la participación del equipo anfitrión Independiente del Valle de Sangolquí, del Barcelona Sporting Club de Guayaquil y del Club Deportivo Universidad Católica de Quito. Todos los partidos de la copa se disputaron en el Estado Chubb Arena, el primer estadio de fútbol femenino en la región.
La lista de futbolistas que viajó a Quito estuvo conformada por Maryory Sánchez y Mafer Dávila (arqueras); Rosa Castro, Alison Reyes, Neidy Romero, Tifani Molina y Yomira Tacilla (defensas); Elsa Tapullima, Allison Azabache, Silvani Oliveira, Emily Flores, Gladys Dorador, Lucerito Huamán y Rafaella Marques (mediocampistas); Birka Ruiz, Heidy Padilla, Sashenka Porras y Annaysa Silva (delanteras). En esta ocasión, Adriana Lúcar no viajó a Ecuador "debido a una lesión que la mantiene en proceso de rehabilitación".
En el partido de semifinales, las blanquiazules cayeron 1-3 ante las dragonas de Independiente; el gol de descuento fue anotado por la brasileña Annaysa Silva, una de los nuevos refuerzos para la temporada. Finalmente, en la definición del tercer lugar, las aliancistas derrotaron 2-1 a las toreras del Barcelona, con goles de Silvani Oliveira, el otro refuerzo brasileño, y Sandy Dorador.  
| N.º | Edición         | Día           | Ciudad | Estadio     | Etapa        | Rival                   | Resultado | Goles                                                                                               |
| --- | --------------- | ------------- | ------ | ----------- | ------------ | ----------------------- | --------- | --------------------------------------------------------------------------------------------------- |
| 1   | Copa Chubb 2025 | 14 de febrero | Quito  | Chubb Arena | Semifinales  | Independiente del Valle | 1-3       | 0-1 Fernanda Araya (49') 0-2 Nicole Charcopa (55') 1-2 Annaysa Silva (82') 1-3 Fernanda Araya (91') |
| 2   | Copa Chubb 2025 | 16 de febrero | Quito  | Chubb Arena | Tercer lugar | Barcelona Sporting Club | 2-1       | 1-0 Silvani Oliveira (63') 1-1 Madelin Riera (65') 2-1 Gladys Dorador (93')                         |

## Noche Blanquiazul Femenina
El 6 de marzo de 2023, el club Alianza Lima anunció en sus redes sociales que las íntimas tendrían su propia Noche Blanquiazul con un rival internacional. De esta manera, las íntimas tendrían su primera presentación al nivel de los equipos masculinos profesionales de fútbol. Hasta 2024, se jugaron dos ediciones, con un triunfo y una derrota para las blanquiazules; y con 4 goles a favor y 5 en contra. En ambas ediciones, se enfrentó a equipos chilenos: el Club Social Deportivo Colo-Colo y el Club Deportivo Universidad Católica.        
El 2 de marzo de 2025 se realizará la tercera edición y el rival invitado es el Club Atlético Independiente de Argentina.        

### Primera edición
La primera Noche Blanquiazul Femenina se realizó el 15 de marzo de 2023 ante Colo Colo de Chile, club que ganó 0-3 en el Estadio Alejandro Villanueva. Los goles del Cacique fueron anotados por Corina Clavijo en el 31', Ysaura Viso en el 76' e Isidora Olave en el 89'.     
Alianza Lima formó con María Dávila (12) en el arco; Yomira Tacilla (19), Neidy Romero (5), Alisson Reyes (14) y Rosa Castro (13) en la defensa; Allison Azabache (20), Sandra Arévalo (10) y Emily Flores (22) en el mediocampo; y Sashenka Porras (7), Heidy Padilla (17) y Adriana Lúcar (9, capitana) en la delantera. En el segundo tiempo entraron Gladys Dorador (7), Birka Ruiz (25), Elsa Tapullima (30) y Sandra Ibarguen (29). Padilla fue expulsada en el minuto 71.     
Por su parte, las albas arrancaron con Ryan Torrero (1) en la portería; Anais Álvarez (25), Fernanda Ramírez (13), Corina Clavijo (3) y Fernanda Hidalgo (16) en la zaga; Francisca Mardones (29), Yanara Aedo (27, capitana) y Paloma López (8) en la volante; Javiera Grez (14), Ysaura Viso (18) e Isidora Olave (7) en la delantera. En la segunda etapa ingresaron: Alexia Gallardo, Michelle Olivares, Yastin Jiménez, Yusmeny Ascanio y Elisa Durán.     
Para este duelo, los precios de las entradas fueron: S/ 5.90 (sur y norte), S/ 6.50 (Conadis oriente), S/ 12.50 (oriente), S/ 20 (occidente lateral), S/ 25 (occidente central) y S/ 35 (palco Apuesta Total). Además, el partido contó con el arbitraje de Milagros Arruela y con la transmisión de Movistar Deportes y Alianza Play.   

### Segunda edición
Tras un 2023 sin tricampeonato y sin Copa Libertadores, el club contrató al entrañable exjugador aliancista chileno José Letelier para reemplazar al director técnico colombiano Jhon Alber Ortiz, quien no logró los objetivos esperados por el club y la hinchada blanquiazul. Es por ello que la segunda Noche Blanquiazul Femenina tuvo mucha expectativa, ya que por primera vez se vería al equipo femenino trabajado y reforzado por el profesor Letelier. El partido se jugó el 16 de febrero de 2024 ante Universidad Católica de Chile, al cual se derrotó por 4-2 con goles de Allison Azabache (19′), Sashenka Porras (75′), Steffani Otiniano (77′) y  Macarena Ávila en propia meta (80′); la escuadra chilena descontó con goles de Millaray Cortes (61′) y Arantxa Araneda (88′). 
Alianza Lima alineó con Maryory Sánchez (31) en el arco; Yomira Tacilla (19), Tifani Molina (16), Neidy Romero (8) y Gianella Romero (4) en la defensa; Rafaela Marques (11), Allison Azabache (20) y Emily Flores (5) en el mediocampo; y Adriana Lúcar (9), Heidy Padilla (10) y Thaisa Assunçao (29) en la delantera. En el segundo tiempo, ingresaron Gladys Dorador (7), Sashenka Porras (27), Steffani Otiniano (6), Birka Ruiz (25) y Rosa Castro (13). 
Por otro lado, las cruzadas fueron dirigidas por Ángel Hualde, quien presentó el siguiente once: Constanza Barrientos (1) en la meta; Catalina Alarcón (23), Macarena Ávila (3), Ninoska Lecaros (18), Gali Espinoza (22) en la defensa; Consuelo Berrocal (8), Millaray Cortés (10), Ivette Olivares (20), Camila Guzmán (21) en la volante; y Agustina Heyermann (7) con Tali Rovner (11) en la delantera. Entraron en la segunda parte: Pamela Cabezas, Thiare Parraguez, Agustina Riquelme, Tais Silva y Arantxa Araneda.  

### Tercera edición
Tras la conquista del tercer título nacional, bajo la dirección de José Letelier, en 2025 el club íntimo tiene como objetivos lograr un nuevo bicampeonato y clasificar a la Copa Libertadores por cuarta vez. Con ese fin, el equipo femenino de Alianza Lima fue presentado el domingo 2 de marzo de 2025 en la tercera edición de la Noche Blanquiazul Femenina, en la que goleó 3-0 al Club Atlético Independiente de Argentina, con goles de Rosa Castro (30'), Adriana Lúcar (56') y Neidy Romero (67'). 
Letelier alineó el siguiente once: Maryory Sánchez (31) en el arco; Yomira Tacilla (19), Alison Reyes (14), Neidy Romero (8) y Rosa Castro (13) en la defensa; Rafaela Marques (11, capitana), Allison Azabache (20) y Silvani Oliveira (18) en el mediocampo; y Adriana Lúcar (9), Heidy Padilla (10) y Annaysa Silva (33) en la delantera. En el segundo tiempo, ingresaron Gladys Dorador (7), Sashenka Porras (27), Lupita Rodríguez (24) y Birka Ruiz (25).
Por su parte, las diablas de Independiente, que realizaron su primer amistoso internacional fuera de Argentina, fueron dirigidas por Hernán Herrera, quien presentó el siguiente equipo titular: Morena Ochonga (36); Nayla Gallo (7, capitana), Nuria Martínez (15), Virginia Coronel (2) y Martina Bornia (26) en la defensa; Estefanía Gauto (34), Brisa Romero (17) y Oriana Buscalia (10) en la volante; Valentina Barroso (19), Belén Abreu (23) y Agostina Gulino (22) en el ataque. Entraron en el segundo tiempo: Lola Castro (32), Yésica Ramírez (27), Fermina Franco (35), Constanza Jacquet (13) y Analia Leguizamón (21). 
El duelo fue arbitrado por Walter Guadalupe, quien mostró tarjetas amarillas a las aliancistas Padilla y Porras, y a las argentinas Gallo, Abreu y Franco. La brasileña Rafinha fue capitana de Alianza Lima por primera vez en el Estadio Alejandro Villanueva. 
| Noche Blanquiazul Femenina | Noche Blanquiazul Femenina | Noche Blanquiazul Femenina | Noche Blanquiazul Femenina | Noche Blanquiazul Femenina  | Noche Blanquiazul Femenina | Noche Blanquiazul Femenina |
| Edición                    | Año                        | Día                        | Estadio                    | Rival                       | Resultado                  | Goles |
| -------------------------- | -------------------------- | -------------------------- | -------------------------- | --------------------------- | -------------------------- | --- |
| 1.°                        | 2023                       | 15 de marzo                | Alejandro Villanueva       | CSD Colo-Colo               | 0-3                        | 0-1 Corina Clavijo (31') 0-2 Ysaura Viso (76') 0-3 Isidora Olave (89')                                                                                                  |
| 2.°                        | 2024                       | 16 de febrero              | Alejandro Villanueva       | Universidad Católica        | 4-2                        | 1-0 Allison Azabache (19′) 1-1 Millaray Cortés (61′) 2-1 Sashenka Porras (75′) 3-1 Steffani Otiniano (77′) 4-1 Macarena Ávila [autogol] (80′) 4-2 Arantxa Araneda (88′) |
| 3.°                        | 2025                       | 2 de marzo                 | Alejandro Villanueva       | Club Atlético Independiente | 3-0                        | 1-0 Rosa Castro (30′) 2-0 Adriana Lúcar (56′) 3-0 Neidy Romero (67′) |

## Goleadoras

### En la Liga Femenina FPF
Hasta el 22 de junio de 2025, 31 futbolistas íntimas marcaron 354 goles en 92 partidos de la Liga Femenina FPF (3.85 por partido). De todas ellas, Adriana Lúcar es la goleadora histórica con 91 anotaciones, que representa el 25.7 % de goles anotados por el equipo en más de cuatro temporadas.
- Actualizado hasta el 22 de junio de 2025.

| Pos.                          | Futbolista                    | Dorsales                      | Posición                      | 2021 | 2022 | 2023 | 2024 | 2025 | Total |
| ----------------------------- | ----------------------------- | ----------------------------- | ----------------------------- | ---- | ---- | ---- | ---- | ---- | ----- |
| 1.°                           | Adriana Lúcar                 | 9                             | Delantera                     | 23   | 17   | 17   | 20   | 14   | 91    |
| 2.°                           | Neidy Romero                  | 5                             | Mediocampista/Central         | 15   | 12   | 3    | 1    | 1    | 32    |
|                               | Gladys Dorador                | 7                             | Delantera                     | 7    | 7    | 10   | 7    | 1    | 32    |
| 3.°                           | Heidy Padilla                 | 22/17/10                      | Mediocampista                 | 5    | 7    | 7    | 5    | 7    | 31    |
| 4.°                           | Yomira Tacilla                | 19                            | Delantera                     | 2    | 3    | 11   | 1    | 7    | 24    |
| 5.°                           | Thaisa Assunção               | 29                            | Delantera                     | -    | -    | -    | 14   | -    | 14    |
| 6.°                           | Sandra Arévalo                | 10                            | Mediocampista                 | -    | 10   | 3    | -    | -    | 13    |
| 7.°                           | Sashenka Porras               | 27                            | Delantera                     | -    | 4    | 3    | 2    | 3    | 12    |
| 8.°                           | Gianella Romero               | 4                             | Lateral                       | -    | 1    | 2    | 6    | 2    | 11    |
| 9.°                           | Miryam Tristán                | 11                            | Delantera                     | 10   | -    | -    | -    | -    | 10    |
| 10.°                          | Annaysa Silva                 | 33                            | Delantera                     | -    | -    | -    | -    | 9    | 9     |
| 11.°                          | Sandra Ibargüen               | 29                            | Delantera                     | -    | -    | 8    | -    | -    | 8     |
|                               | Alison Reyes                  | 14                            | Central                       | 1    | 2    | 1    | 2    | 2    | 8     |
| 12.°                          | Emily Flores                  | 5                             | Mediocampista                 | -    | -    | -    | 4    | 2    | 6     |
| 13.°                          | Birka Ruiz                    | 25                            | Delantera                     | -    | -    | 2    | 3    | -    | 5     |
|                               | Rosa Castro                   | 13                            | Lateral                       | -    | 2    | 1    | 2    | -    | 5     |
|                               | Angie Castañeda               | 78                            | Mediocampista                 | -    | -    | -    | 5    | -    | 5     |
| 14.°                          | Allison Azabache              | 20                            | Mediocampista                 | -    | -    | -    | 3    | 1    | 4     |
|                               | Anaís Vilca                   | 24                            | Delantera                     | -    | -    | 3    | 1    | -    | 4     |
|                               | Silvani Oliveira              | 18                            | Mediocampista                 | -    | -    | -    | -    | 4    | 4     |
| 15.°                          | Yoselin Miranda               | 8                             | Lateral/Central               | 1    | 1    | 1    | -    | -    | 3     |
|                               | - Tífani Molina               | 16                            | Lateral/Central               | -    | -    | 2    | -    | 1    | 3     |
| 16.°                          | Rafaela Marques               | 11                            | Mediocampista                 | -    | -    | -    | -    | 2    | 2     |
| 17.°                          | Cindy Novoa                   | 10                            | Mediocampista                 | 1    | -    | -    | -    | -    | 1     |
|                               | Catherinne Bringas            | 6                             | Lateral/Mediocampista         | 1    | -    | -    | -    | -    | 1     |
|                               | Amparo Chuquival              | 21                            | Lateral                       | -    | 1    | -    | -    | -    | 1     |
|                               | Carmen Quesada                | 20                            | Mediocampista                 | -    | 1    | -    | -    | -    | 1     |
|                               | Lucerito Huamán               | 28                            | Lateral                       | -    | 1    | -    | -    | -    | 1     |
|                               | Sofía García                  | 16                            | Central                       | -    | 1    | -    | -    | -    | 1     |
|                               | Elsa Tapullima                | 25                            | Mediocampista                 | -    | -    | 1    | -    | -    | 1     |
|                               | Steffani Otiniano             | 6                             | Mediocampista                 | -    | -    | -    | 1    | -    | 1     |
| Autogoles a favor             | Autogoles a favor             | Autogoles a favor             | Autogoles a favor             | 4    | 4    | -    | 1    | 1    | 9     |
| Total de goles*               | Total de goles*               | Total de goles*               | Total de goles*               | 70   | 74   | 75   | 78   | 57   | 354   |
| Promedio de goles por partido | Promedio de goles por partido | Promedio de goles por partido | Promedio de goles por partido | 5.0  | 3.7  | 3.4  | 3.7  | 4.1  | 3.85  |

*No se toma en cuenta los nueve goles anotados en definiciones por penales.

### En la Copa Libertadores de América Femenina
- Última actualización: 13 de octubre de 2024.

| Pos.                          | Futbolista                    | Dorsales                      | Posición                      | 2021 | 2022 | 2024 | Total |
| ----------------------------- | ----------------------------- | ----------------------------- | ----------------------------- | ---- | ---- | ---- | ----- |
| 1.°                           | Adriana Lúcar                 | 9                             | Delantera                     | 1    | -    | 3    | 4     |
| 2.°                           | Gladys Dorador                | 7                             | Delantera                     | 2    | -    | -    | 2     |
| 3.°                           | Wendy Bonilla                 | 18                            | Mediocampista                 | 1    | -    | -    | 1     |
|                               | Miryam Tristán                | 11                            | Delantera                     | 1    | -    | -    | 1     |
|                               | Anaís Vilca                   | 17                            | Delantera                     | 1    | -    | -    | 1     |
|                               | Alison Reyes                  | 14                            | Defensa central               | 1    | -    | -    | 1     |
|                               | Sashenka Porras               | 7                             | Delantera                     | -    | 1    | -    | 1     |
|                               | Heidy Padilla                 | 17/10                         | Delantera                     | -    | 1    | -    | 1     |
|                               | Emily Flores                  | 5                             | Mediocampista                 | -    | -    | 1    | 1     |
|                               | Rayane Rodríguez              | 3                             | Defensa central               | -    | -    | 1    | 1     |
|                               | Neidy Romero                  | 8                             | Mediocampista                 | -    | -    | 1    | 1     |
| Autogoles a favor             | Autogoles a favor             | Autogoles a favor             | Autogoles a favor             | -    | -    | -    | -     |
| Total de goles*               | Total de goles*               | Total de goles*               | Total de goles*               | 7    | 2    | 6    | 15    |
| Promedio de goles por partido | Promedio de goles por partido | Promedio de goles por partido | Promedio de goles por partido | 1.8  | 0.7  | 1.5  | 1.4   |

*No se toma en cuenta los goles anotados en definiciones por penales.

### Total histórico
La tabla está elaborada a partir del año 2021. 
- Última actualización: 22 de junio de 2025.

| Pos.                          | Futbolistas                   | Dorsales                      | Posición                      | Liga Femenina FPF | Liga Femenina FPF | Liga Femenina FPF | Liga Femenina FPF | Liga Femenina FPF | Copa Libertadores | Copa Libertadores | Copa Libertadores | Total |
| Pos.                          | Futbolistas                   | Dorsales                      | Posición                      | 2021              | 2022              | 2023              | 2024              | 2025              | 2021              | 2022              | 2024              | Total |
| ----------------------------- | ----------------------------- | ----------------------------- | ----------------------------- | ----------------- | ----------------- | ----------------- | ----------------- | ----------------- | ----------------- | ----------------- | ----------------- | ----- |
| 1.°                           | Adriana Lúcar                 | 9                             | Delantera                     | 23                | 17                | 17                | 20                | 14                | 1                 | -                 | 3                 | 95    |
| 2.°                           | Gladys Dorador                | 7                             | Delantera                     | 7                 | 7                 | 10                | 7                 | 1                 | 2                 | -                 | -                 | 34    |
| 3.°                           | Neidy Romero                  | 5                             | Mediocampista/Central         | 15                | 12                | 3                 | 1                 | 1                 | -                 | -                 | 1                 | 33    |
| 4.°                           | Heidy Padilla                 | 22/17/10                      | Mediocampista                 | 5                 | 7                 | 7                 | 5                 | 7                 | -                 | 1                 | -                 | 32    |
| 5.°                           | Yomira Tacilla                | 19                            | Delantera                     | 2                 | 3                 | 11                | 1                 | 7                 | -                 | -                 | -                 | 24    |
| 6.°                           | Thaisa Assunção               | 29                            | Delantera                     | -                 | -                 | -                 | 14                | -                 | -                 | -                 | -                 | 14    |
| 7.°                           | Sandra Arévalo                | 10                            | Mediocampista                 | -                 | 10                | 3                 | -                 | -                 | -                 | -                 | -                 | 13    |
|                               | Sashenka Porras               | 27                            | Delantera                     | -                 | 4                 | 3                 | 2                 | 3                 | -                 | 1                 | -                 | 13    |
| 8.°                           | Miryam Tristán                | 11                            | Delantera                     | 10                | -                 | -                 | -                 | -                 | 1                 | -                 | -                 | 11    |
|                               | Gianella Romero               | 4                             | Lateral                       | -                 | 1                 | 2                 | 6                 | 2                 | -                 | -                 | -                 | 11    |
| 9.°                           | Alison Reyes                  | 14                            | Central                       | 1                 | 2                 | 1                 | 2                 | 2                 | 1                 | -                 | -                 | 9     |
|                               | Annaysa Silva                 | 33                            | Delantera                     | -                 | -                 | -                 | -                 | 9                 | -                 | -                 | -                 | 9     |
| 10.°                          | Sandra Ibargüen               | 29                            | Delantera                     | -                 | -                 | 8                 | -                 | -                 | -                 | -                 | -                 | 8     |
| 11.°                          | Emily Flores                  | 5                             | Mediocampista                 | -                 | -                 | -                 | 4                 | 2                 | -                 | -                 | 1                 | 7     |
| 12.°                          | Birka Ruiz                    | 25                            | Delantera                     | -                 | -                 | 2                 | 3                 | -                 | -                 | -                 | -                 | 5     |
|                               | Rosa Castro                   | 13                            | Lateral                       | -                 | 2                 | 1                 | 2                 | -                 | -                 | -                 | -                 | 5     |
|                               | Angie Castañeda               | 78                            | Mediocampista                 | -                 | -                 | -                 | 5                 | -                 | -                 | -                 | -                 | 5     |
|                               | Anaís Vilca                   | 24                            | Delantera                     | -                 | -                 | 3                 | 1                 | -                 | 1                 | -                 | -                 | 5     |
| 13.°                          | Allison Azabache              | 20                            | Mediocampista                 | -                 | -                 | -                 | 3                 | 1                 | -                 | -                 | -                 | 4     |
|                               | Silvani Oliveira              | 18                            | Mediocampista                 | -                 | -                 | -                 | -                 | 4                 | -                 | -                 | -                 | 4     |
| 14.°                          | Yoselin Miranda               | 8                             | Lateral/Central               | 1                 | 1                 | 1                 | -                 | -                 | -                 | -                 | -                 | 3     |
|                               | - Tífani Molina               | 16                            | Lateral/Central               | -                 | -                 | 2                 | -                 | 1                 | -                 | -                 | -                 | 3     |
| 15.°                          | Rafaela Marques               | 11                            | Mediocampista                 | -                 | -                 | -                 | -                 | 2                 | -                 | -                 | -                 | 2     |
| 16.°                          | Cindy Novoa                   | 10                            | Mediocampista                 | 1                 | -                 | -                 | -                 | -                 | -                 | -                 | -                 | 1     |
|                               | Catherinne Bringas            | 6                             | Lateral/Mediocampista         | 1                 | -                 | -                 | -                 | -                 | -                 | -                 | -                 | 1     |
|                               | Amparo Chuquival              | 21                            | Lateral                       | -                 | 1                 | -                 | -                 | -                 | -                 | -                 | -                 | 1     |
|                               | Carmen Quesada                | 20                            | Mediocampista                 | -                 | 1                 | -                 | -                 | -                 | -                 | -                 | -                 | 1     |
|                               | Lucerito Huamán               | 28                            | Lateral                       | -                 | 1                 | -                 | -                 | -                 | -                 | -                 | -                 | 1     |
|                               | Sofía García                  | 16                            | Central                       | -                 | 1                 | -                 | -                 | -                 | -                 | -                 | -                 | 1     |
|                               | Wendy Bonilla                 | 18                            | Mediocampista                 | -                 | -                 | -                 | -                 | -                 | 1                 | -                 | -                 | 1     |
|                               | Elsa Tapullima                | 25                            | Mediocampista                 | -                 | -                 | 1                 | -                 | -                 | -                 | -                 | -                 | 1     |
|                               | Steffani Otiniano             | 6                             | Mediocampista                 | -                 | -                 | -                 | 1                 | -                 | -                 | -                 | -                 | 1     |
|                               | Rayane Rodríguez              | 3                             | Defensa central               | -                 | -                 | -                 | -                 | -                 | -                 | -                 | 1                 | 1     |
| Autogoles a favor             | Autogoles a favor             | Autogoles a favor             | Autogoles a favor             | 4                 | 4                 | -                 | 1                 | 1                 | -                 | -                 | -                 | 10    |
| Total de goles*               | Total de goles*               | Total de goles*               | Total de goles*               | 70                | 74                | 75                | 78                | 57                | 7                 | 2                 | 6                 | 369   |
| Promedio de goles por partido | Promedio de goles por partido | Promedio de goles por partido | Promedio de goles por partido | 5.0               | 3.7               | 3.4               | 3.7               | 4.1               | 1.8               | 0.7               | 2.0               | 3.6   |

## Futbolistas extranjeras

### Por torneos ganados
| Pos. | Futbolistas      | Torneos ganados   | Torneos ganados | Total |
| Pos. | Futbolistas      | Liga Femenina FPF | Torneo Apertura | Total |
| ---- | ---------------- | ----------------- | --------------- | ----- |
| 1.°  | Heidy Padilla    | 2021, 2022 y 2024 | 2025            | 4     |
|      | Neidy Romero     | 2021, 2022 y 2024 | 2025            | 4     |
| 2.°  | María Ortegano   | 2021 y 2022       | -               | 2     |
|      | - Tífani Molina  | 2024              | 2025            | 2     |
|      | Rafaela Marques  | 2024              | 2025            | 2     |
| 3.°  | Sofía García     | 2022              | -               | 1     |
|      | Thaisa Assunção  | 2024              | -               | 1     |
|      | Angie Castañeda  | 2024              | -               | 1     |
|      | Annaysa Silva    | -                 | 2025            | 1     |
|      | Silvani Oliveira | -                 | 2025            | 1     |

### Por torneos jugados
| Pos. | Futbolistas         | Torneos jugados               | Torneos jugados   | Total |
| Pos. | Futbolistas         | Liga Femenina FPF             | Copa Libertadores | Total |
| ---- | ------------------- | ----------------------------- | ----------------- | ----- |
| 1.°  | Heidy Padilla       | 2021, 2022, 2023, 2024 y 2025 | 2021, 2022 y 2024 | 8     |
|      | Neidy Romero        | 2021, 2022, 2023, 2024 y 2025 | 2021, 2022 y 2024 | 8     |
| 2.°  | - Tífani Molina     | 2023, 2024 y 2025             | 2024              | 4     |
| 3.°  | Rafaela Marques     | 2024 y 2025                   | 2024              | 3     |
| 4.°  | María Ortegano      | 2021 y 2022                   | -                 | 2     |
|      | Sofía García        | 2022                          | 2022              | 2     |
|      | Thaisa Assunção     | 2024                          | 2024              | 2     |
|      | Angie Castañeda     | 2024                          | 2024              | 2     |
| 5.°  | Wendy Bonilla       | -                             | 2021              | 1     |
|      | Diana Ospina        | -                             | 2021              | 1     |
|      | Fabiana Yantén      | -                             | 2021              | 1     |
|      | Sara Martínez       | -                             | 2021              | 1     |
|      | Paola García        | -                             | 2022              | 1     |
|      | Estefanía Cartagena | -                             | 2022              | 1     |
|      | Johannys Muñoz      | -                             | 2022              | 1     |
|      | Yirleidis Quejada   | -                             | 2022              | 1     |
|      | Yulieth Rivas       | -                             | 2022              | 1     |
|      | Sara Córdoba        | -                             | 2022              | 1     |
|      | Sandra Ibargüen     | 2023                          | -                 | 1     |
|      | Kelly Caicedo       | 2023                          | -                 | 1     |
|      | Ariane Cabrera      | -                             | 2024              | 1     |
|      | Rayane Rodríguez    | -                             | 2024              | 1     |
|      | Kena Romero         | -                             | 2024              | 1     |
|      | Annaysa Silva       | 2025                          | -                 | 1     |
|      | Silvani Oliveira    | 2025                          | -                 | 1     |

### Por nacionalidad
| Pos. | País      | Futbolistas | Total |
| ---- | --------- | --- | ----- |
| 1.°  | Colombia  | Sofía García, Wendy Bonilla, Diana Ospina, Fabiana Yantén, Sara Martínez, Paola García, Estefanía Cartagena, Johannys Muñoz, Yirleidis Quejada, Yulieth Rivas, Sara Córdoba, Sandra Ibargüen, Kelly Caicedo, Angie Castañeda y Kena Romero | 15    |
| 2.°  | Brasil    | Rafaela Marques, Thaisa Assunção, Ariane Cabrera, Rayane Rodríguez, Annaysa Silva y Silvani Oliveira | 6     |
| 3.°  | Venezuela | Heidy Padilla, Neidy Romero, María Ortegano y Tífani Molina | 4     |

## Directores técnicos

### Cronológicamente
| Núm. | Futbolistas      | Temporadas dirigidas | Total años |
| ---- | ---------------- | -------------------- | ---------- |
| 1    | Samir Mendoza    | 2013-2022            | 10         |
| 2    | Jhon Alber Ortiz | 2023                 | 1          |
| 3    | José Letelier    | 2024 y 2025          | 2          |

### Por torneos ganados
| Núm. | Futbolistas   | Torneos ganados   | Torneos ganados | Total |
| Núm. | Futbolistas   | Liga Femenina FPF | Torneo Apertura | Total |
| ---- | ------------- | ----------------- | --------------- | ----- |
| 1    | Samir Mendoza | 2021, 2022        | -               | 2     |
| 2    | José Letelier | 2024              | 2025            | 2     |

### Por torneos dirigidos
| Núm. | Futbolistas      | Torneos dirigidos | Torneos dirigidos | Total |
| Núm. | Futbolistas      | Liga Femenina FPF | Copa Libertadores | Total |
| ---- | ---------------- | ----------------- | ----------------- | ----- |
| 1    | Samir Mendoza    | 2021, 2022        | 2021 y 2022       | 4     |
| 2    | José Letelier    | 2024 y 2025       | 2024              | 3     |
| 3    | Jhon Alber Ortiz | 2023              | -                 | 1     |

## Uniforme
- Titular: camiseta de rayas verticales blancas y azules, short azul, y medias azules con líneas blancas horizontales.
- Alternativo: camiseta azul, negra o verde, short azul verde o negro, y medias azules, verdes o negras con líneas horizontales blancas o doradas.
- En homenaje al Señor de los Milagros: camiseta de rayas verticales blancas y moradas o completamente morada, short morado y medias moradas con líneas blancas horizontales.

### Evolución del uniforme

#### Titular
| 2019 | 2021 | 2022 | 2023 | 2024 | 2025 |

#### Alternativo
| 2019 | 2021 | 2022 | 2023 | 2024 | 2025 |

#### En homenaje al Señor de los Milagros
Alianza Lima modifica sus colores originales durante el mes de octubre por motivos religiosos. La razón de esta modificación es en homenaje del club hacia el Señor de los Milagros. Se dice que José Carrión fue quien impulsó la práctica de portar uniformes especiales en octubre. Como utilero del primer equipo y apelando a su condición de devoto, mandó a confeccionar una indumentaria que tuviera el morado como color principal, pues esa tonalidad es la que siempre ha identificado a los fieles. Durante el mes de octubre, el uniforme morado pasa a ser el uniforme titular del equipo.

"En Lima, todo moreno, cuando llega el mes de octubre, con el hábito se cubre de su Señor Nazareno. Alianza, por no ser menos, de morado llego lejos".
Nicomedes Santa Cruz

| 2019 | 2021 | 2022 | 2023 | 2024 |

### Indumentaria
| Períodos  | Proveedores | Logotipos |
| --------- | ----------- | --------- |
| 2019-2025 | Nike        |           |

### Patrocinadores principales
| Períodos  | Patrocinadores  | Logotipos |
| --------- | --------------- | --------- |
| 2019-2021 | Banco Pichincha |           |
| 2022-2023 | Xiaomi          |           |
| 2024      | Apuesta Total   |           |

## Plantilla

### Plantilla 2025
Según las bases de la FPF cada equipo puede incluir en su lista de convocadas un máximo de cinco extranjeras, pudiendo actuar cuatro de manera simultánea. Si una jugadora extranjera se nacionaliza durante la liga, seguirá contando como tal.
- Tifamy Molina posee doble nacionalidad, venezolana y peruana.

## Grandes rivalidades

### El superclásico femenino
El primer clásico femenino del fútbol peruano se jugó con público en el Estadio Nacional del Perú el 17 de agosto de 1997, cuando Universitario derrotó 0-5 a Alianza Lima por el Campeonato Metropolitano Femenino de Lima y Callao de ese año. Pese a que han pasado 27 años hasta 2024, no se han jugado tantos clásicos como en el fútbol masculino, debido sobre todo a que Alianza Lima no participó en muchos torneos metropolitanos y nacionales desde 1997 hasta 2018, debido a los problemas económicos que el club venía pasando. A partir de 2019, Alianza Lima compite de manera consecutiva por el título nacional del fútbol femenino. 
El siguiente cuadro registra algunos de los clásicos de los que se tiene información a la mano, por lo que falta actualizarse para tener la información completa. 
| N.º | Año  | Día             | Ciudad | Estadio                                         | Torneo                                       | Etapa                             | L/V    | Resultado | Goleadoras aliancistas                               |
| --- | ---- | --------------- | ------ | ----------------------------------------------- | -------------------------------------------- | --------------------------------- | ------ | --------- | ---------------------------------------------------- |
| 1   | 1997 | 17 de agosto    | Lima   | Nacional                                        | Campeonato Metropolitano 1997                | Primera Fase                      | Local  | 0-5       | Sin goleadoras                                       |
| 2   | 1997 | 3 de noviembre  | Lima   | Lolo Fernández                                  | Campeonato Metropolitano 1997                | Segunda Fase                      | Visita | 5-0       | Sin goleadoras                                       |
| 3   | 2013 | 19 de mayo      | Lima   | Complejo Deportivo de Fútbol de la Videna       | Campeonato Nacional del Fútbol Femenino 2013 | Apertura del Metropolitano        | Visita | 3-2       | Scarleth Flores, Vanessa Puerta y Caroline Canela    |
| 4   | 2013 | 2 de noviembre  | Lima   | Alejandro Villanueva                            | Campeonato Nacional del Fútbol Femenino 2013 | Clausura del Metropolitano        | Local  | 2-2       | Scarleth Flores (2)                                  |
| 5   | 2014 | 18 de mayo      | Lima   | Complejo Deportivo de Fútbol de la Videna       | Campeonato Nacional del Fútbol Femenino 2014 | Apertura del Metropolitano        | Visita | 3-5       | Liliana Neyra (2) y Nahomi Martínez                  |
| 6   | 2014 | 19 de octubre   | Lima   | Complejo Deportivo de Fútbol de la Videna       | Campeonato Nacional del Fútbol Femenino 2014 | Clausura del Metropolitano        | Local  | 1-2       | Nahomi Martínez                                      |
| 7   | 2015 | 1 de febrero    | Lima   | Complejo Deportivo de Fútbol de la Videna       | Campeonato Nacional del Fútbol Femenino 2014 | Liguilla de Oro del Metropolitano | Visita | 0-1       | Sin goleadoras                                       |
| 8   | 2015 | 22 de febrero   | Lima   | Complejo Deportivo de Fútbol de la Videna       | Campeonato Nacional del Fútbol Femenino 2014 | Liguilla de Oro del Metropolitano | Local  | 0-1       | Sin goleadoras                                       |
| 9   | 2015 | 9 de agosto     | Lima   | Complejo Deportivo de Fútbol de la Videna       | Campeonato Nacional del Fútbol Femenino 2015 | Metropolitano                     | Visita | 2-2       |                                                      |
| 10  | 2019 | 6 de julio      | Lima   | Esther Grande de Bentin                         | Copa Perú Femenina 2019                      | Zona Lima                         | Local  | 1-1       | Carmen Quesada                                       |
| 11  | 2019 | 8 de setiembre  | Lima   | Campo Mar U                                     | Copa Perú Femenina 2019                      | Zona Lima                         | Visita | 0-1       | Sin goleadoras                                       |
| 12  | 2019 | 26 de octubre   | Lima   | Nacional                                        | Copa Perú Femenina 2019                      | Final Zonal                       | Visita | 1-2       | Carmen Quesada                                       |
| 13  | 2019 | 7 de diciembre  | Lima   | Nacional                                        | Copa Perú Femenina 2019                      | Final Regional                    | Visita | 1-2       | Emily Flores                                         |
| 14  | 2021 | 31 de julio     | Lima   | UNMSM                                           | Liga Femenina FPF 2021                       | Primera Fase                      | Visita | 0-0       | Sin goleadoras                                       |
| 15  | 2021 | 4 de setiembre  | Lima   | UNMSM                                           | Liga Femenina FPF 2021                       | Final Nacional                    | Local  | 1-0       | Neidy Romero                                         |
| 16  | 2021 | 12 de diciembre | Lima   | Campo Auxiliar del Estadio Alejandro Villanueva | Copa Alianza Lima by Nike (amistoso)         | Primera ronda                     | Local  | 2-2       | Catherinne Bringas y Neidy Romero                    |
| 17  | 2022 | 16 de abril     | Lima   | Monumental                                      | Liga Femenina FPF 2022                       | Primera Fase                      | Visita | 2-0       | Neidy Romero y Adriana Lúcar                         |
| 18  | 2022 | 11 de setiembre | Lima   | Alejandro Villanueva                            | Liga Femenina FPF 2022                       | Hexagonal                         | Local  | 2-1       | Sandra Arévalo y Adriana Lúcar                       |
| 19  | 2023 | 21 de mayo      | Lima   | Monumental                                      | Liga Femenina FPF 2023                       | Primera Fase                      | Visita | 0-1       | Sin goleadoras                                       |
| 20  | 2023 | 30 de julio     | Lima   | Alejandro Villanueva                            | Liga Femenina FPF 2023                       | Hexagonal                         | Local  | 4-1       | Adriana Lúcar (2), Sandra Ibargüen y Sashenka Porras |
| 21  | 2023 | 27 de agosto    | Lima   | Alejandro Villanueva                            | Liga Femenina FPF 2023                       | Final (ida)                       | Local  | 1-0       | Heidy Padilla                                        |
| 22  | 2023 | 2 de setiembre  | Lima   | Monumental                                      | Liga Femenina FPF 2023                       | Final (vuelta)                    | Visita | 0-2       | Sin goleadoras                                       |
| 23  | 2024 | 10 de mayo      | Lima   | Monumental                                      | Liga Femenina FPF 2024                       | Primera Fase                      | Visita | 0-0       | Sin goleadoras                                       |
| 24  | 2024 | 7 de julio      | Lima   | Alejandro Villanueva                            | Liga Femenina FPF 2024                       | Hexagonal                         | Local  | 0-1       | Sin goleadoras                                       |
| 25  | 2024 | 25 de agosto    | Lima   | Monumental                                      | Liga Femenina FPF 2024                       | Final (ida)                       | Visita | 2-0       | Angie Castañeda y Heidy Padilla                      |
| 26  | 2024 | 30 de agosto    | Lima   | Alejandro Villanueva                            | Liga Femenina FPF 2024                       | Final (vuelta)                    | Local  | 3-1       | Thaisa Assunçao, Alison Reyes y Angie Castañeda      |
| 27  | 2025 | 11 de mayo      | Lima   | Alejandro Villanueva                            | Liga Femenina FPF 2025                       | Fase Regular - Torneo Apertura    | Local  | 0-1       | Sin goleadoras                                       |
| 28  | 2025 | 18 de junio     | Lima   | Alejandro Villanueva                            | Liga Femenina FPF 2025                       | Final (ida) - Torneo Apertura     | Local  | 0-0       | Sin goleadoras                                       |
| 29  | 2025 | 22 de junio     | Lima   | Monumental                                      | Liga Femenina FPF 2025                       | Final (vuelta) - Torneo Apertura  | Visita | 2-0       | Annaysa Silva y Silvani Oliveira                     |
| 30  | 2025 |                 | Lima   | Monumental                                      | Liga Femenina FPF 2025                       | Fase Regular - Torneo Clausura    | Visita |           |                                                      |

## Palmarés

### Torneos nacionales
| Competición nacional    | Títulos                    | Subcampeonatos |
| ----------------------- | -------------------------- | -------------- |
| Liga Femenina FPF (3/1) | 2021, 2022, 2024. (Récord) | 2023.          |
| Torneo Apertura (1/0)   | 2025.                      |                |

### Torneos regionales
| Competición regional                                  | Títulos | Subcampeonatos |
| ----------------------------------------------------- | ------- | -------------- |
| Regional Lima y Callao de la Copa Perú Femenina (0/1) |         | 2019.          |

### Torneos zonales
| Competición zonal                                         | Títulos | Subcampeonatos |
| --------------------------------------------------------- | ------- | -------------- |
| Zonal Lima de la Región IV de la Copa Perú Femenina (0/1) |         | 2019.          |